# 清水寺
清水寺（きよみずでら、英: Kiyomizu-dera Temple）は、京都市東山区清水1丁目にある北法相宗の大本山の寺院。山号は音羽山。本尊は十一面千手観世音菩薩。正式には音羽山清水寺（おとわさんきよみずでら）と号する。もとは法相宗に属していたが、現在は独立して北法相宗を名乗る。西国三十三所第16番札所。洛陽三十三所観音霊場第10から14番札所。境内（敷地面積）は約13万平方メートル。

## 概要

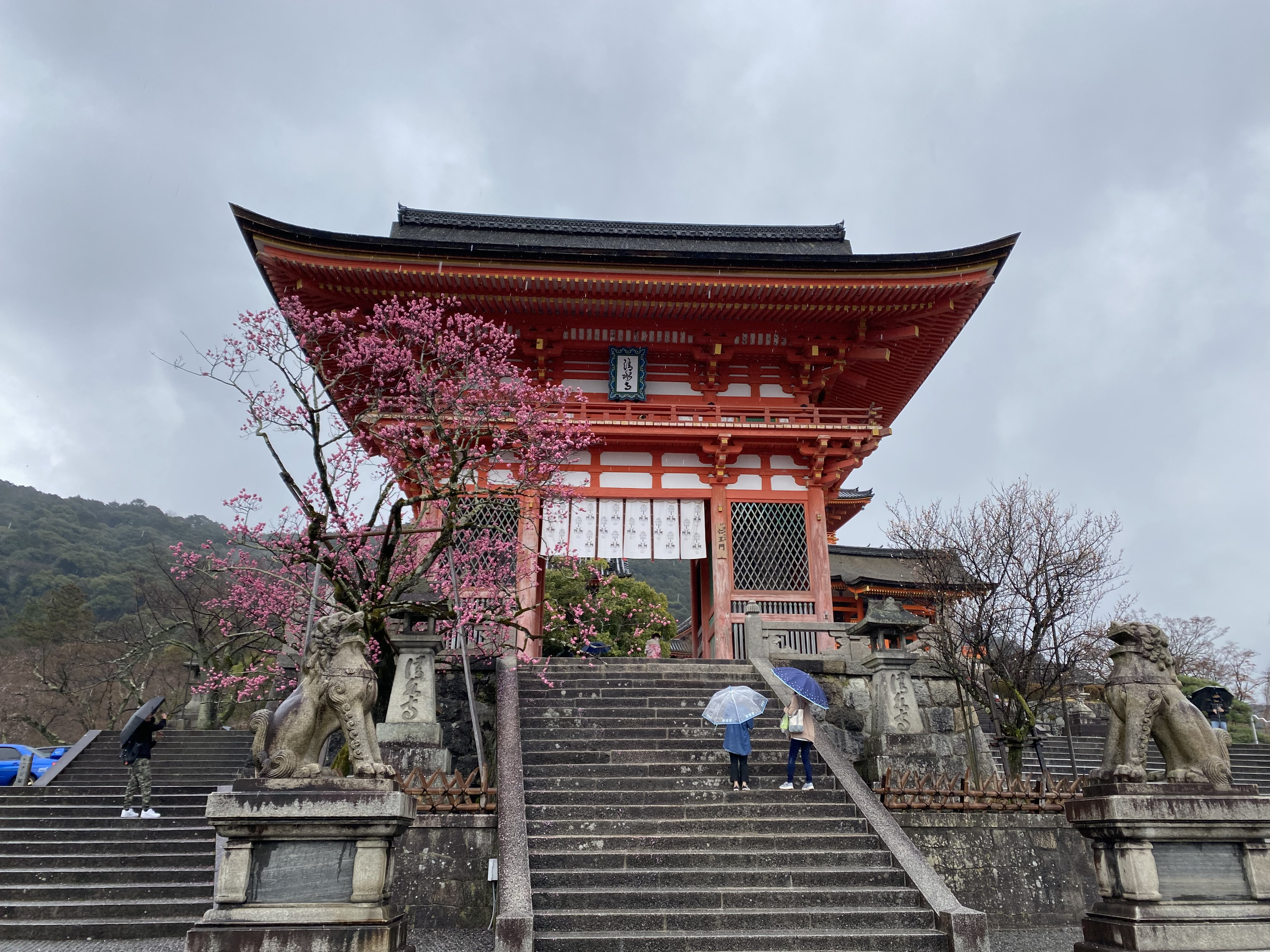
仁王門（2022年3月）

清水寺は法相宗（南都六宗の1つ）系の寺院で、広隆寺、鞍馬寺とともに、平安京遷都以前からの歴史をもつ京都では数少ない寺院の1つである。また、石山寺（滋賀県大津市）、長谷寺（奈良県桜井市）などと並び、日本でも有数の観音霊場である。鹿苑寺（金閣寺）、嵐山などと並ぶ京都市内でも有数の観光地として有名であり、季節を問わず多くの参詣者が訪れる。また、修学旅行で多くの学生が訪れる。古都京都の文化財としてユネスコ世界遺産に登録されている。
清水寺の宗旨は、当初は法相宗で、平安時代中期からは真言宗を兼宗していた。明治時代初期に一時真言宗醍醐派に属するが、1885年（明治18年）に法相宗に復す。1965年（昭和40年）に住職であった大西良慶が北法相宗を立宗して法相宗から独立した。

## 歴史

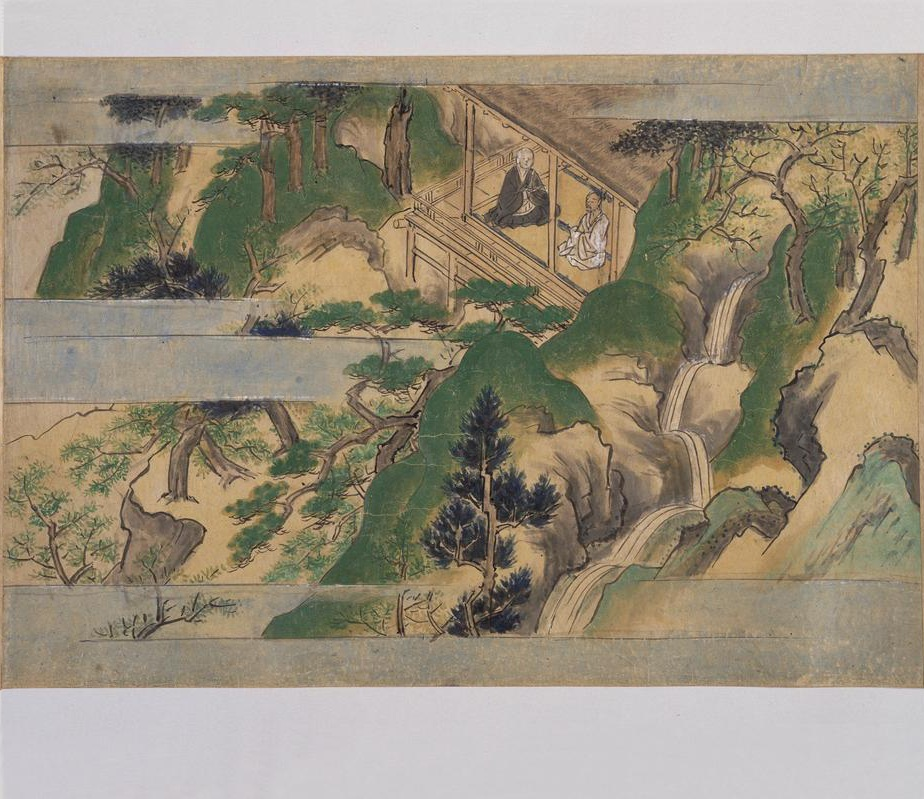
音羽の滝にて賢心法師（左）は行叡居士と対面 清水寺縁起絵巻（土佐光信筆、東京国立博物館蔵）上巻より

### 創建伝承
清水寺の創建については、『群書類従』所収の藤原明衡撰の『清水寺縁起』、永正17年（1520年）制作の『清水寺縁起絵巻』（東京国立博物館）『今昔物語集』、『扶桑略記』の延暦17年（798年）記などにも清水寺草創伝承が載せられている。これらによれば、草創縁起は大略次の通りである。
宝亀9年（778年）に大和国の興福寺の僧で当時子島寺（現・奈良県高市郡高取町）で修行していた賢心（後に延鎮と改名）は、夢のお告げで北へ向かい、山城国愛宕郡八坂郷の東山、今の清水寺の地である音羽山に至った。金色の水流を見出した賢心がその源をたどっていくと、そこにはこの山に篭って滝行を行い千手観音を念じ続けている行叡居士（ぎょうえいこじ）という白衣の修行者がいた。年齢200歳になるという行叡居士は賢心に「私はあなたが来るのを長年待っていた。自分はこれから東国へ旅立つので、後を頼む」といい残して去っていった。行叡は観音の化身であったと悟った賢心は、行叡が残していった霊木に千手観音像を刻み、行叡の旧庵に安置した。これが当寺の始まりであるという。また、行叡居士が滝行を行っていた滝は後に音羽の滝と呼ばれるようになった。
その2年後の宝亀11年（780年）に鹿を捕えようとして音羽山に入り込んだ坂上田村麻呂（758年 - 811年）は、修行中の賢心に出会った。田村麻呂は妻の高子の病気平癒のため、薬になる鹿の生き血を求めてこの山に来たのであるが、延鎮より殺生の罪を説かれて観音に帰依し、観音像を祀るために自邸を本堂として寄進し、音羽の滝の清らかさにちなんで清水寺と名付けたという。後に征夷大将軍となり東国の蝦夷平定を命じられた田村麻呂は、自身が建立した清水寺に平定参拝をしたという。その後、若武者と老僧（観音の使者である毘沙門天と地蔵菩薩の化身）の加勢を得て戦いに勝利し、無事に都に帰ることができた。延暦17年（798年）に田村麻呂は延鎮（御賢心改め）と協力して本堂を大規模に改築し、観音像の脇侍として毘沙門天と地蔵菩薩の像を造り、ともに祀ったという。以上の縁起により清水寺では行叡を元祖、延鎮を開山、田村麻呂を本願と位置づけている。

### 平安時代以降
延暦24年（805年）には太政官符により坂上田村麻呂が寺地を賜り、弘仁元年（810年）には嵯峨天皇の勅許を得て公認の寺院となり、「北観音寺」の寺号を賜ったとされる。『枕草子』は「さわがしきもの」の例として清水観音の縁日を挙げ、『源氏物語』「夕顔」の巻や『今昔物語集』にも清水観音への言及があるなど、平安時代中期には観音霊場として著名であったことがわかる。
清水寺の伽藍は康平6年（1063年）の火災（扶桑略記に言及）以来、近世の寛永6年（1629年）の焼失まで、記録に残るだけで9回の焼失を繰り返している。
平安時代以来長らく法相宗の興福寺の支配下にあり、平安時代中期からは真言宗をも兼宗していたが、興福寺と延暦寺のいわゆる「南都北嶺」の争いにもたびたび巻き込まれ、永万元年（1165年）には延暦寺の僧兵の乱入によって焼亡している。
文明元年（1469年）には応仁の乱の兵火によって焼失し、その再建のために時宗の勧進聖願阿弥が迎え入れられた。願阿弥は清水寺入寺以前に橋や寺堂の再建、救恤といった事業に従事しており、その際に率いていた勧進集団や要人との人脈をもって再興事業に臨んだ。願阿弥自身は再興の完遂を見届けることなく世を去ったが、願阿弥の率いた勧進集団は寺内に地歩を築き、本願成就院として近世にいたる本願の出発点となった。
当寺は豊臣秀吉によって130石の寺領が安堵されたが、江戸時代になってもこの寺領は継承されている。現在の本堂は寛永6年（1629年）の火災の後、寛永10年（1633年）に徳川家光の寄進により再建されたものである。他の諸堂も多くはこの前後に再建されている。

### 三職六坊
近世の清水寺は「三職六坊」と呼ばれる組織によって維持運営されていた。「三職」とは寺主に当たる「執行」、副寺主に当たる「目代」、寺の維持管理や門前町の支配などを担当する「本願」を指し、執行職は宝性院、目代職は慈心院、本願職は成就院がそれぞれ務めた。「六坊」はこれに次ぐ寺格を有するもので、義乗院、延命院、真乗院、智文院、光乗院、円養院の6か院である。このうち宝性院は仁王門北方に現存する。慈心院は本堂のみが随求堂（ずいぐどう）として残っている。成就院は近代の中興の祖である大西良慶（1875年 - 1983年）が住坊とした所で、境内北側に位置して現在は清水寺本坊となっている。「六坊」の6か院はいずれも境内南方にまとまって所在したが、このうち真乗院は織田信長によって廃絶され、以後は成就院によって寺籍のみが継がれていた。義乗院、智文院、光乗院、円養院も明治時代の廃仏毀釈の時期に廃絶し、現在は延命院が残るのみである。

### 近代
明治時代となると、神仏分離により本堂の真北にある地主神社が清水寺から独立した。また、明治時代初期に宗旨を真言宗醍醐派に改めたが、1885年（明治18年）に法相宗に復している。
1914年（大正3年）には興福寺住職・法相宗管長であった大西良慶が清水寺貫主（住職）に就任する。大西は1965年（昭和40年）に法相宗から独立して北法相宗を開宗し、初代管長となった。大西は1983年（昭和58年）に満107歳で没するまで70年近く清水寺貫主を務め、「中興の祖」と位置付けられている。大西は1966年（昭和41年）に月2回の北法相宗仏教文化講座を開始、1974年（昭和49年）には日中友好仏教協会を設立するなど仏教を通じた国際交流、平和運動、文化活動などに尽力した。次の貫主となった松本大圓は内部抗争により失脚した。現貫主は森清範が務めている。2023年（令和5年）に人事異動があり、森清顕が宗務長に、執事長は大西真興に代わり大西皓久が就いた。
また、その間の1994年（平成6年）に当寺は古都京都の文化財の一つとしてユネスコ世界遺産に登録されている。
2015年（平成27年）には10年かけて制作された絵巻物「清水寺平成縁起絵巻」が完成し、奉納された。寺の草創期から「平成の大改修」の完了までの1,200年を描いた絵巻物で、全長65メートル。作画は日本画家で京都嵯峨芸術大学名誉教授の箱崎睦昌。絵絹や裏彩色といった伝統技法を復活させて描かれた。戦火が多く描かれた室町時代の『清水寺縁起絵巻』とは異なり、何度も焼失と再建を繰り返した清水寺を支えた庶民の姿をテーマに描かれている。

### 各地の同名寺院
日本各地に「清水寺」（きよみずでら、せいすいじ）を名乗る寺院が多数あり、中には坂上田村麻呂の開創ないし中興の伝説を有するものもある。岩手県花巻市の音羽山清水寺は田村麻呂の開創を伝える。長野県山形村の慈眼山清水寺は田村麻呂の中興を伝え、この寺の千手観音像が京都にもたらされて東山の清水寺になったという。岐阜県加茂郡富加町の「白華山清水寺」は田村麻呂と延鎮による草創を伝える。

## 本堂
国宝。徳川家光の寄進により寛永10年（1633年）に再建された。屋根は寄棟造、檜皮葺きで、正面（南面）左右に入母屋造の翼廊が突き出し、外観に変化を与えている。建物の前半部分は山の斜面にせり出すようにして建てられ、多くの長大なケヤキの柱（139本という）が「舞台」と呼ばれるせり出し部分を支えている。この舞台は「清水の舞台」とも呼ばれる。なお、釘はいっさい使われていない。このような構造を「懸造（かけづくり）」、あるいは「舞台造」といい、観音菩薩は補陀洛山（ふだらくさん）に現われるという『妙法蓮華経観世音菩薩普門品第二十五』（観音経）の所説に基づくものである。なお、同じく観音霊場である奈良県の長谷寺や滋賀県の石山寺の本堂も同様の「懸造」である。洛陽三十三所観音霊場第12番札所。
平面は、桁行（間口）9間、梁間（奥行）7間の身舎（もや）が主体部となる（ここでいう「間」は長さの単位ではなく、柱間の数を指す。以下も同）。身舎は奥の梁間3間分が内々陣、その手前の梁間1間分が内陣、内陣のさらに手前の梁間3間分が外陣となる。外陣内部は柱の省略がなく、独立柱が等間隔に立つ。内々陣と内陣の部分を正堂（しょうどう）、外陣部分を礼堂（らいどう）とも称する。一般拝観者が立入りできるのは外陣までである。この9間×7間の主体部の東・西・北面には1間幅の裳階（もこし、差し掛け屋根）を巡らす。正面にあたる南面は1間幅の庇を設け、その南には東西端にそれぞれ翼廊（楽舎）を設け、両翼廊の間に舞台を設ける。翼廊部分の屋根は入母屋造、妻入とし、外観に変化を与える。堂の西面にも裳階の外側に翼廊を設け、この部分を車寄と称する。裳階には正堂部分では局（つぼね、参籠所）などが設けられている。外陣は東・西・南面を1間幅の廊下で囲まれ、外陣・廊下境には蔀戸を吊る。構造的には礼堂の東と西の廊下は裳階、南の廊下は庇にあたる。裳階、翼廊を含めた平面規模は間口36メートル、奥行31メートルとなる。正堂部分は平坦な地面に建っているが、外陣およびそれより手前の部分は傾斜面に建っており、床下にはケヤキ材の長い柱と貫を縦横に組んで建物を支えている。このうち、もっとも手前（南）に位置し、せり出した舞台を支える6本の柱は平面十六角形で、長さ12メートルに及ぶ。これらの柱や貫は寛永再建時のものだが、舞台の床面の板（ヒノキ材）は耐用年数が25 - 30年ほどでたびたび張り替えられている。内々陣には5間幅の須弥壇を設け、その周囲は床を一段低くし、石敷きの土間となる。須弥壇上には3基の厨子（国宝の附指定）が置かれ、中央の厨子には本尊の千手観音立像、左（向かって右）の厨子には毘沙門天立像、右（向かって左）の厨子には地蔵菩薩立像をそれぞれ安置する。三尊とも秘仏である（本尊については後述）。本尊厨子の左右には千手観音の眷属である二十八部衆像を安置し、内々陣左右端には風神・雷神像が安置される。

### 清水の舞台
思い切って物事を決断することを「清水の舞台から飛び降りるつもりで」というが、清水寺塔頭・成就院に残る『成就院日記』の記録によれば、実際に飛び降りた人が元禄7年（1694年）から元治元年（1864年）の間に未遂を含み235件、死亡者は34人に上り、生存率は85.4パーセントであった。飛び降りた動機は自分の病気の治癒や母親の眼病、暇がほしいといった「観音様に命を預けて飛び降りれば、命は助かり願いがかなう」という厚い信仰心によるもので決して自殺する目的では無かったことに留意する必要がある。なお、1872年（明治5年）に京都府は「舞台飛び落ち」は封建的な悪習であるとして禁止する布令を出し、舞台欄干周囲に柵を張るなどの対策を施したことで「飛び落ち」は影をひそめた。

## 境内
参道

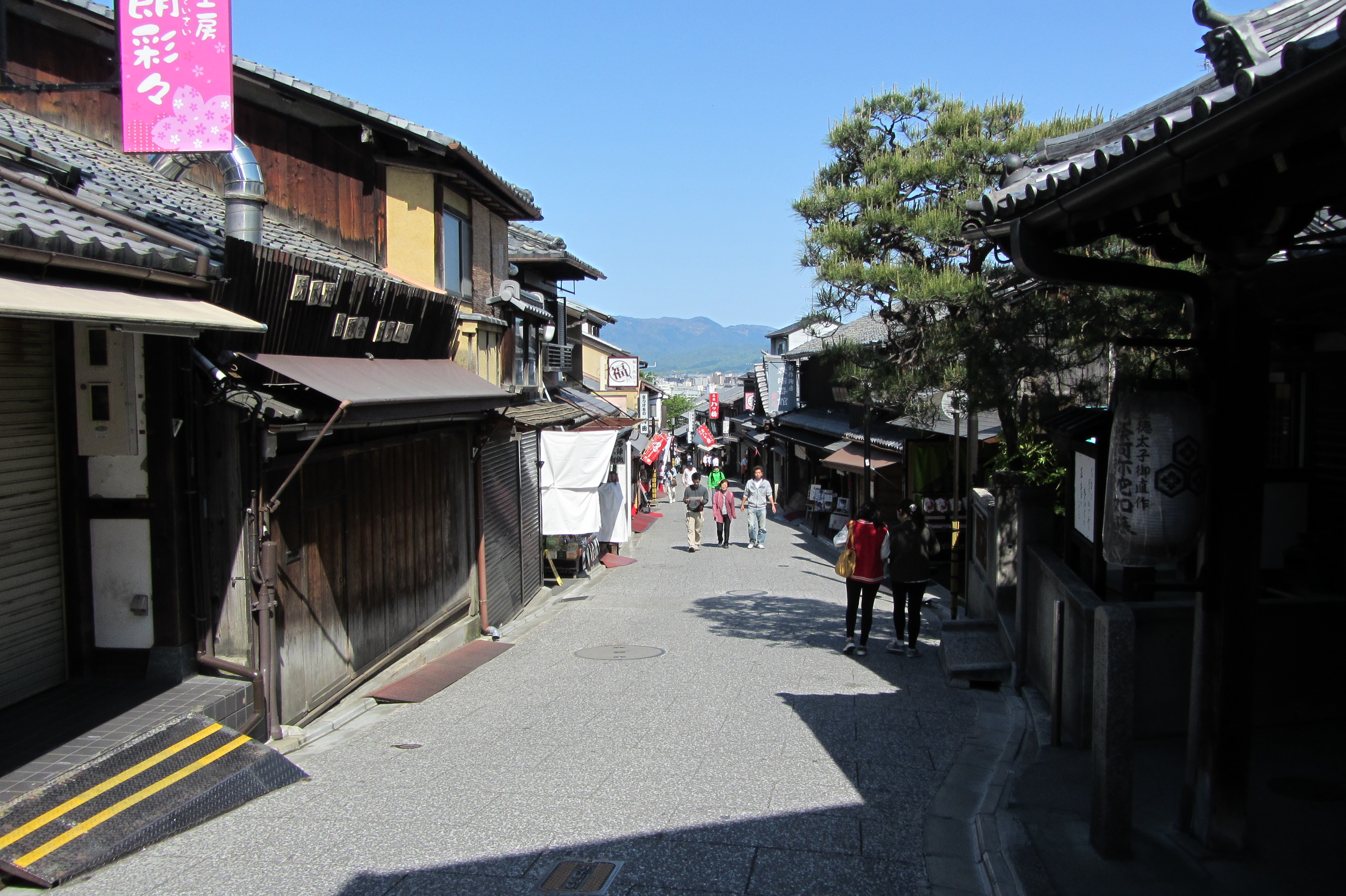
清水道（松原通）、西方向を見る

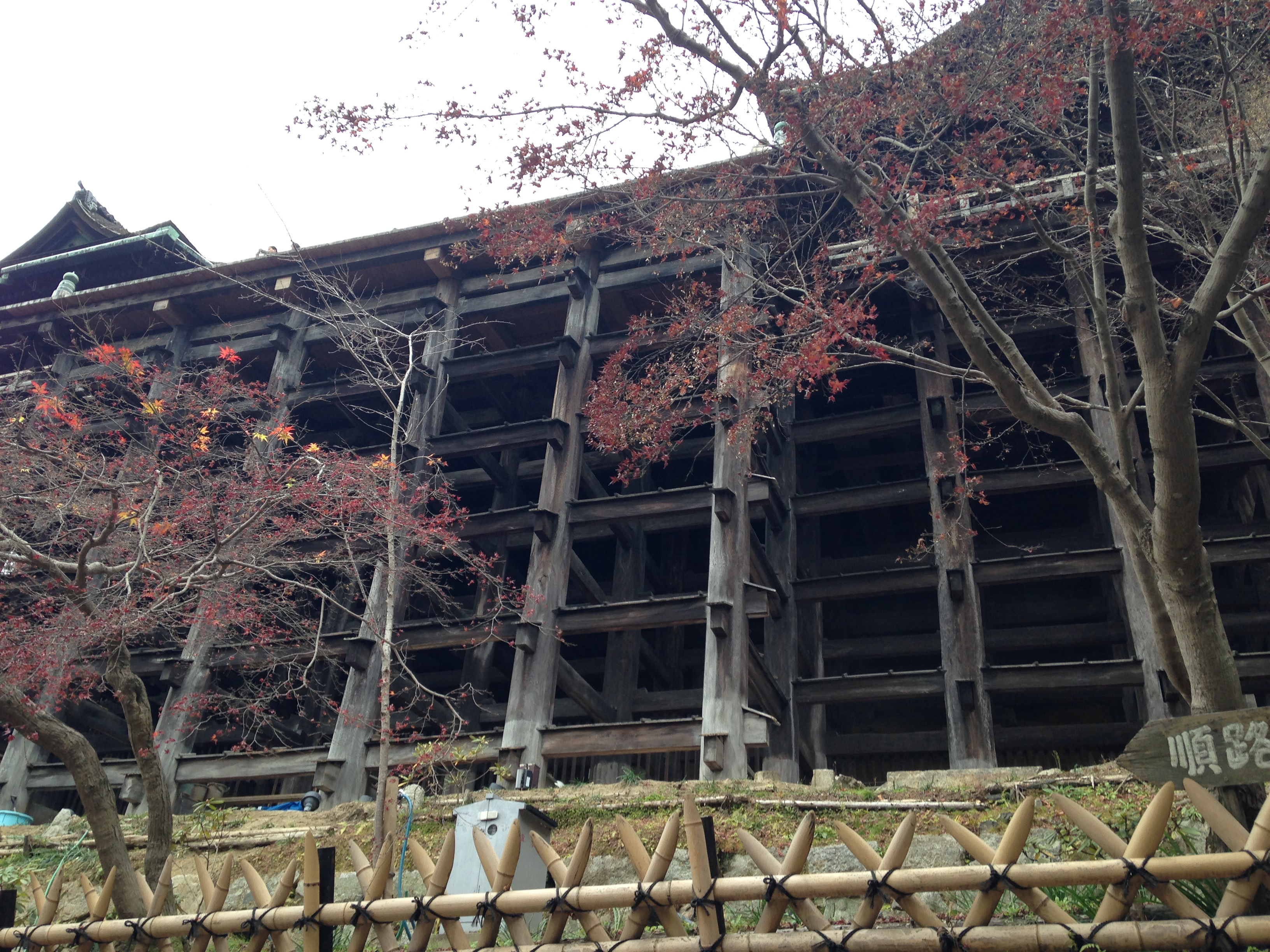
本堂舞台下

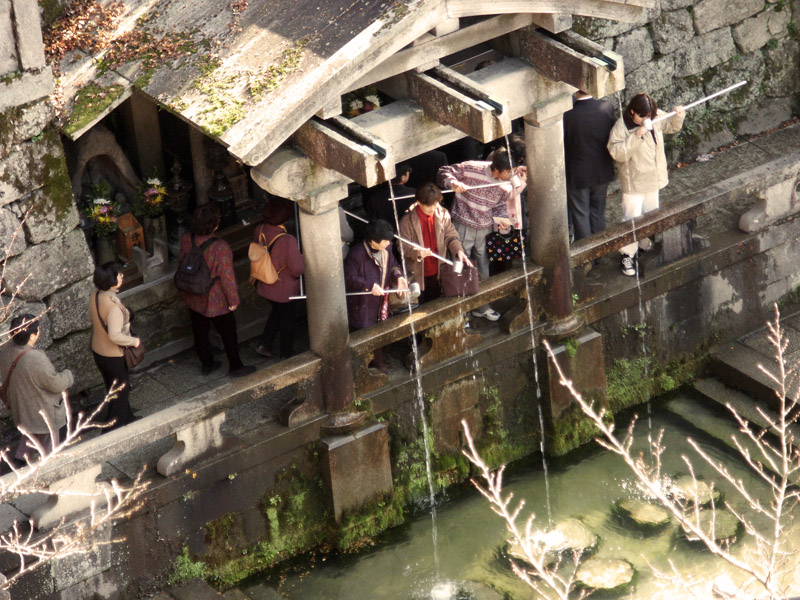
音羽の滝

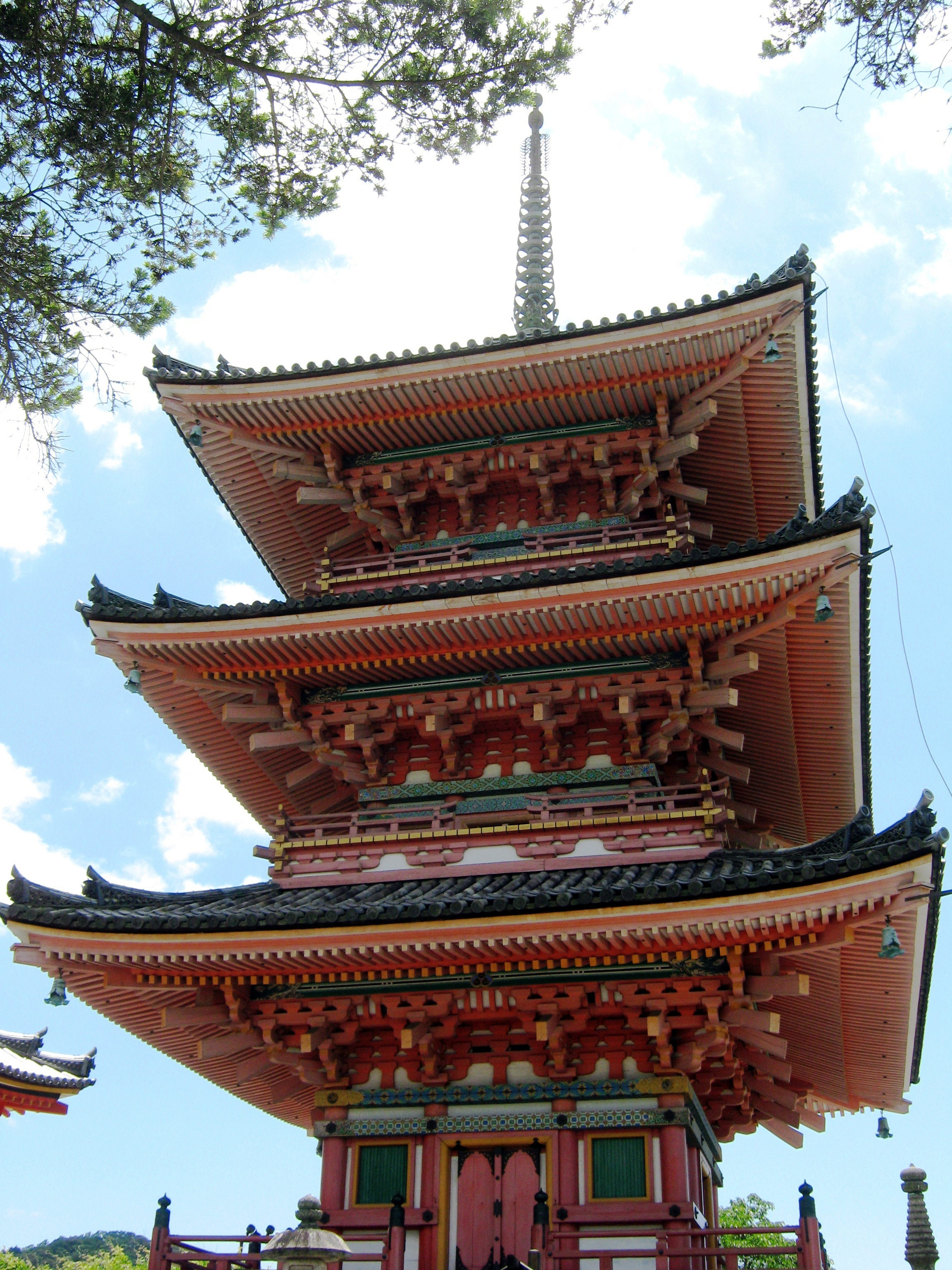
三重塔

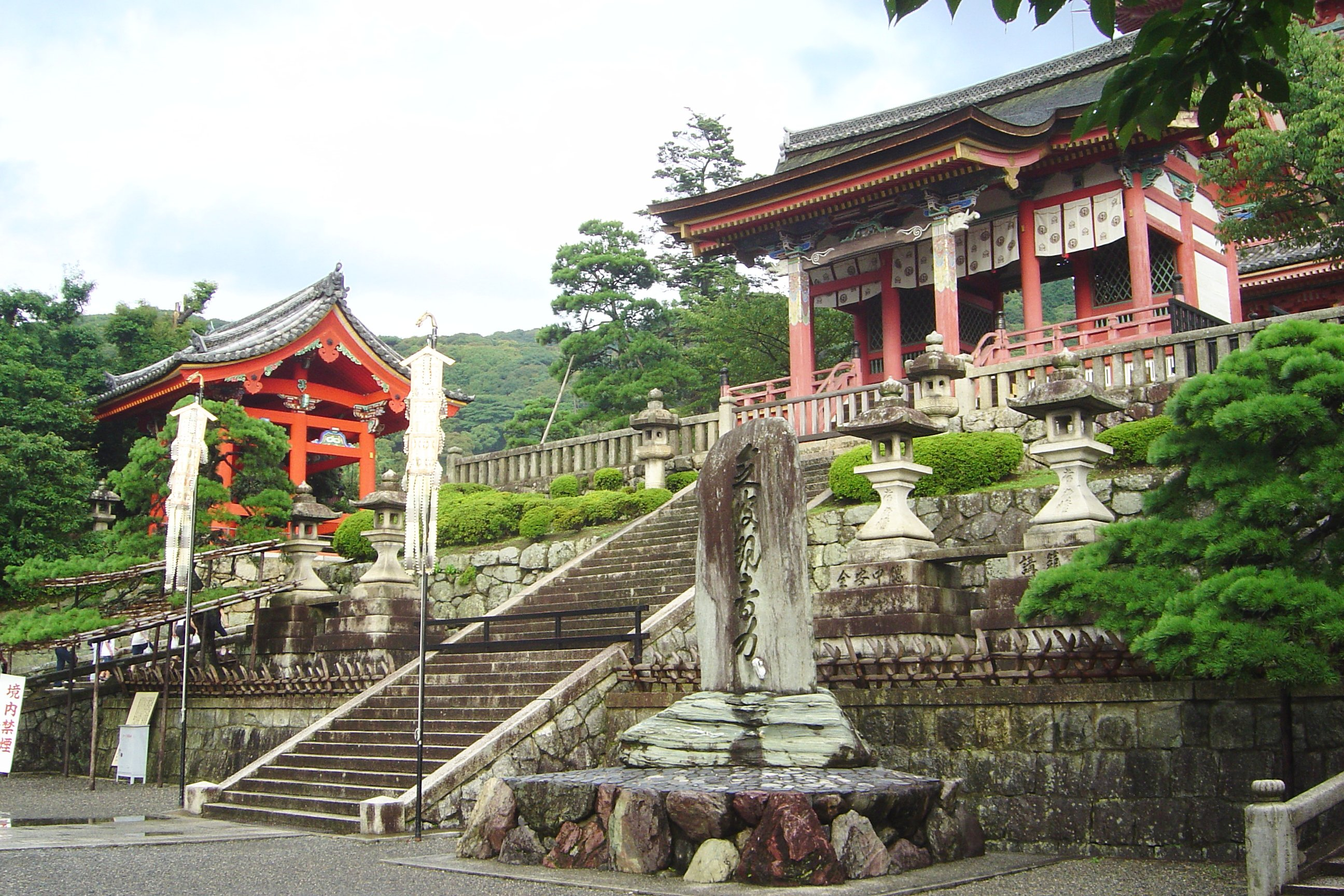
西門と鐘楼（左）

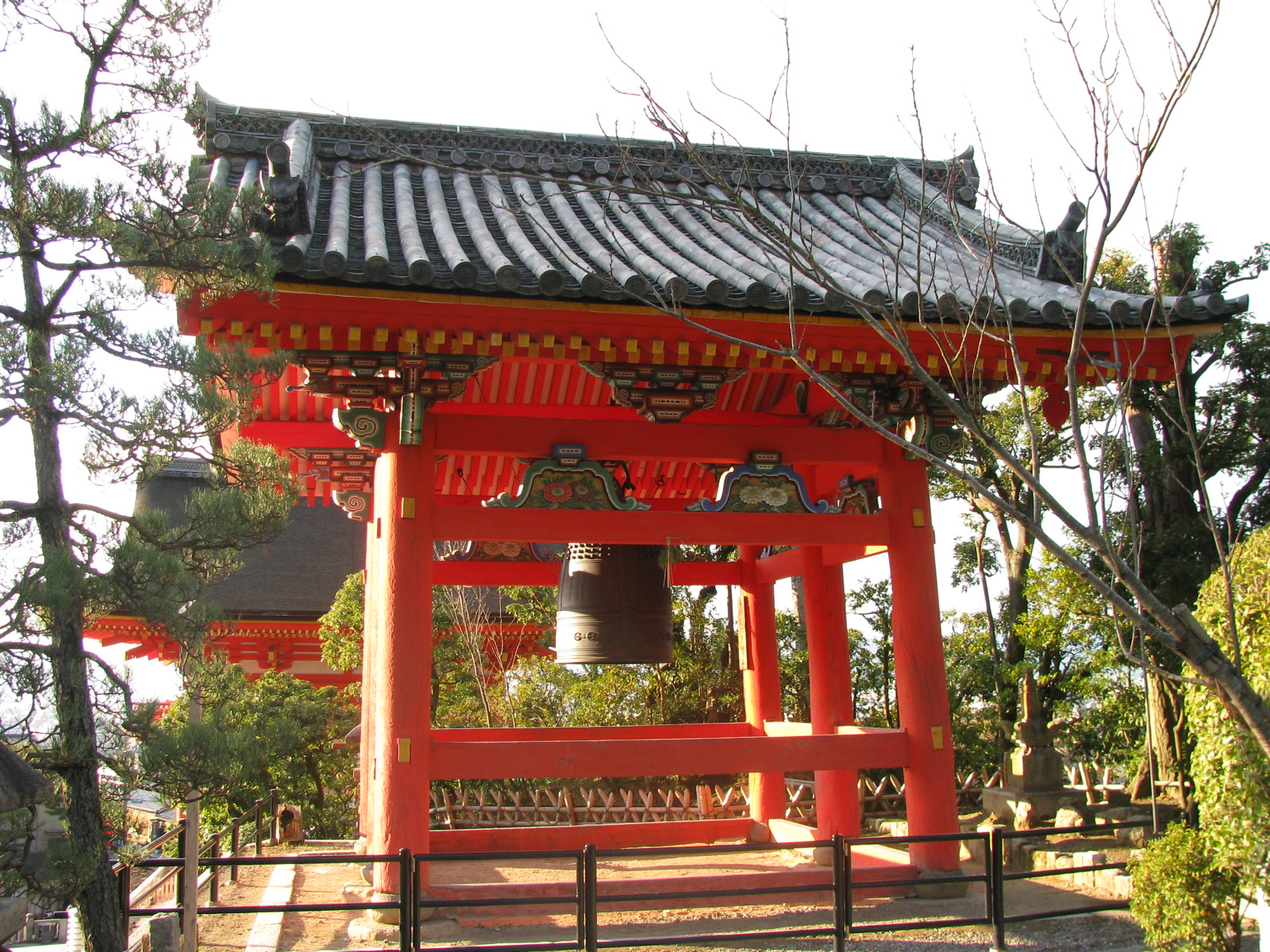
鐘楼

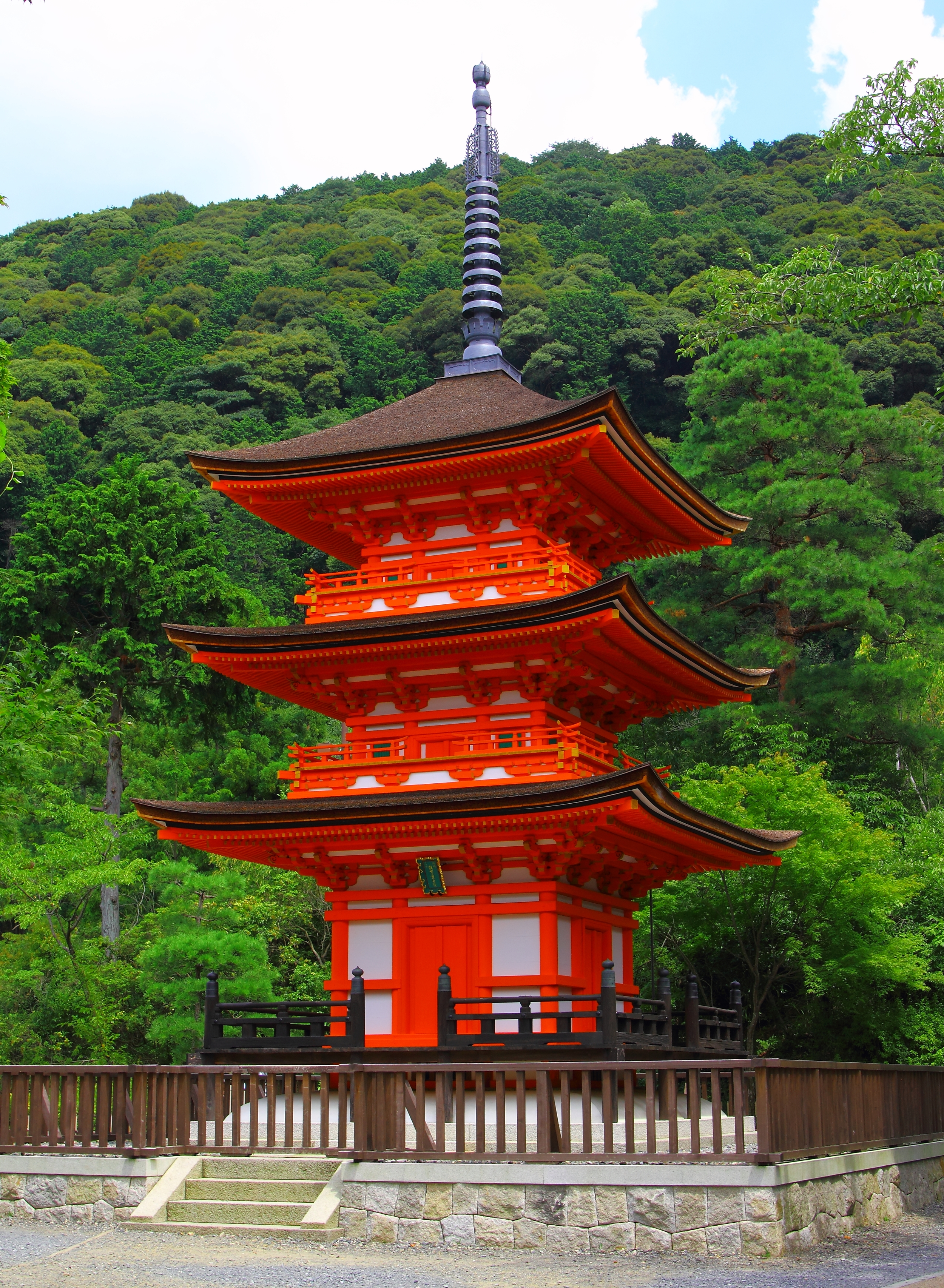
子安塔

東大路通の清水道交差点から清水寺までの約1.2キロメートルの坂道は清水道と称され、道の両側には観光客向けのみやげ物店などが軒を連ねている。この道は松原通（かつての五条通）の延長である。その南、東山五条の交差点から北東に上り、清水道に合流する五条坂も参詣道となっている。さらに、五条坂の途中から分岐して清水寺仁王門付近に達する清水新道（茶わん坂）もある。これらの参道が開けたのは近世以降のことであり、中世までは八坂の塔（法観寺）を経て産寧坂（三年坂）を南方向へ上り、経書堂（きょうかくどう）の所で左（東）へ折れるルートが参道であった。
境内の概要
境内は標高242メートルの清水山（音羽山）中腹に石垣を築いて整地され、多くの建物が軒を接するように建ち並んでいる。入口の仁王門を過ぎ、西門、三重塔、鐘楼、経堂、開山堂、朝倉堂などを経て本堂に至る。本堂の先、境内の東側には北から釈迦堂、阿弥陀堂、奥の院が崖に面して建つ。本堂東側の石段を下りた先には寺名の由来でもある名水が3本の筧（かけい）から流れ落ちており、「音羽の滝」と呼ばれている。音羽の滝からさらに南へ進むと「錦雲渓」と呼ばれる谷がある。それを越えた先に塔頭寺院の泰産寺があり「子安塔」と呼ばれる小さな三重塔がある。北には清水寺本坊の成就院がある。
- 本堂（国宝） - 徳川家光の寄進により寛永10年（1633年）再建。解説は既述。
- 回廊
- 朝倉堂（重要文化財） - 寛永10年（1633年）再建。拝観受付所と本堂を結ぶ回廊の北側にある。入母屋造、瓦葺きの五間堂。清水観音を篤く信仰した越前国の守護大名朝倉貞景が寄進した建物だったことから朝倉堂と称するが、現在の建物は再建である。内部には秘仏の千手観音、毘沙門天、地蔵菩薩の三尊のほか、西国三十三所観音霊場のそれぞれの札所の本尊を模した33体の観音像を祀る。堂内は通常は非公開。2013年（平成25年）に解体修理が行われた。洛陽三十三所観音霊場第13番札所。
- 轟門（重要文化財） - 寛永8年（1631年）から寛永16年（1639年）に再建。
- 地主神社 - 当寺の境内にあるが、独立した神社である。元々は当寺の鎮守社で、現在では縁結びの神として信仰を集めている。本殿、拝殿、総門は清水寺本堂と同じく寛永10年（1633年）再建。なお、清水寺仁王門前にある狛犬は地主神社のものである。この狛犬は双方とも開口していて珍しい。明治時代の神仏分離により当寺から独立しているが、歴史的経緯からユネスコ世界遺産古都京都の文化財の清水寺の一部として登録されている。
- 西向地蔵堂
- 釈迦堂（重要文化財） - 寛永8年（1631年）再建。本堂の先の山腹に建つ、寄棟造、檜皮葺きの三間堂。1972年（昭和47年）の集中豪雨による土砂崩れで倒壊[21]したが、3年後に旧材をもって復元された。
- 百体地蔵堂

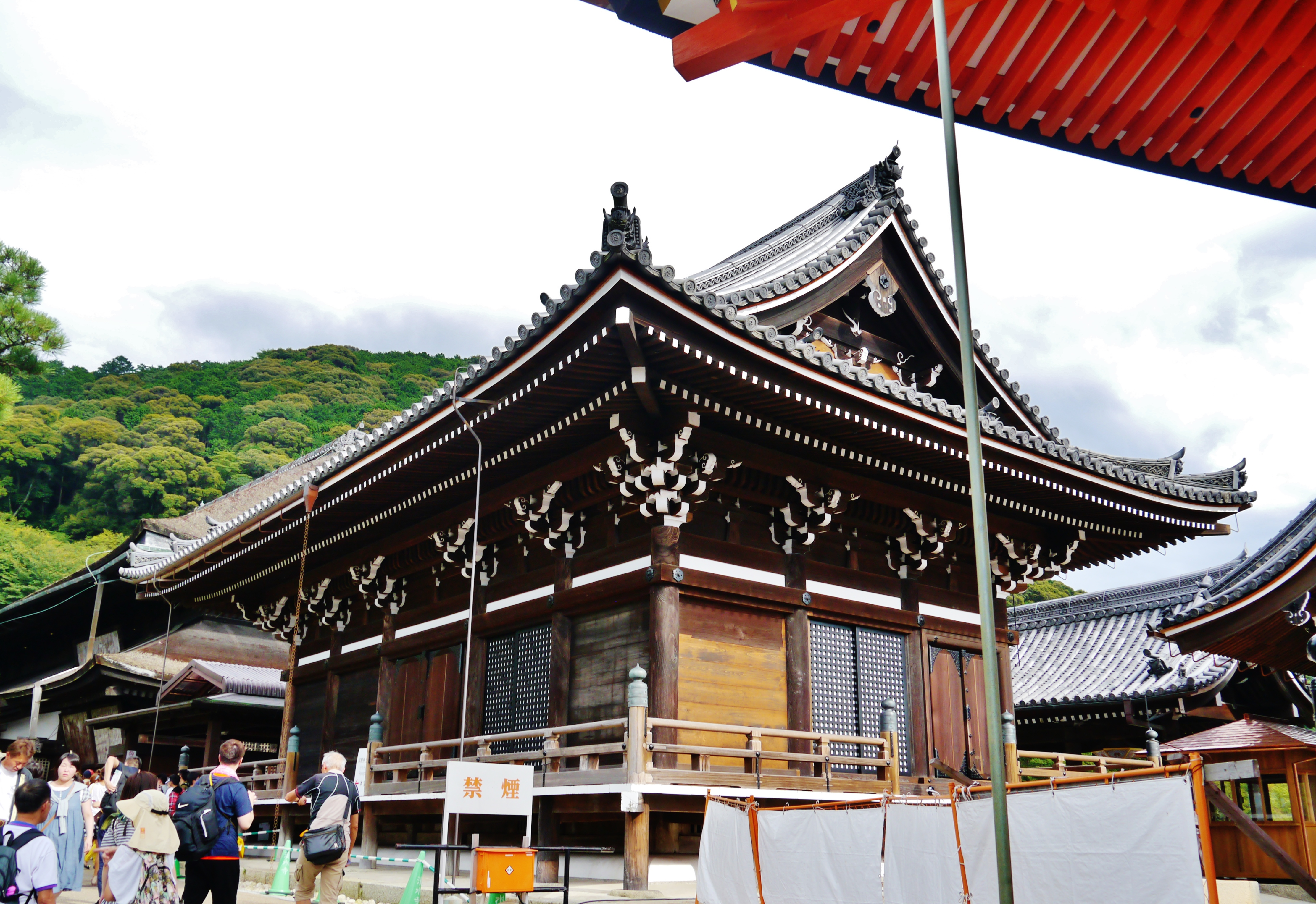
朝倉堂
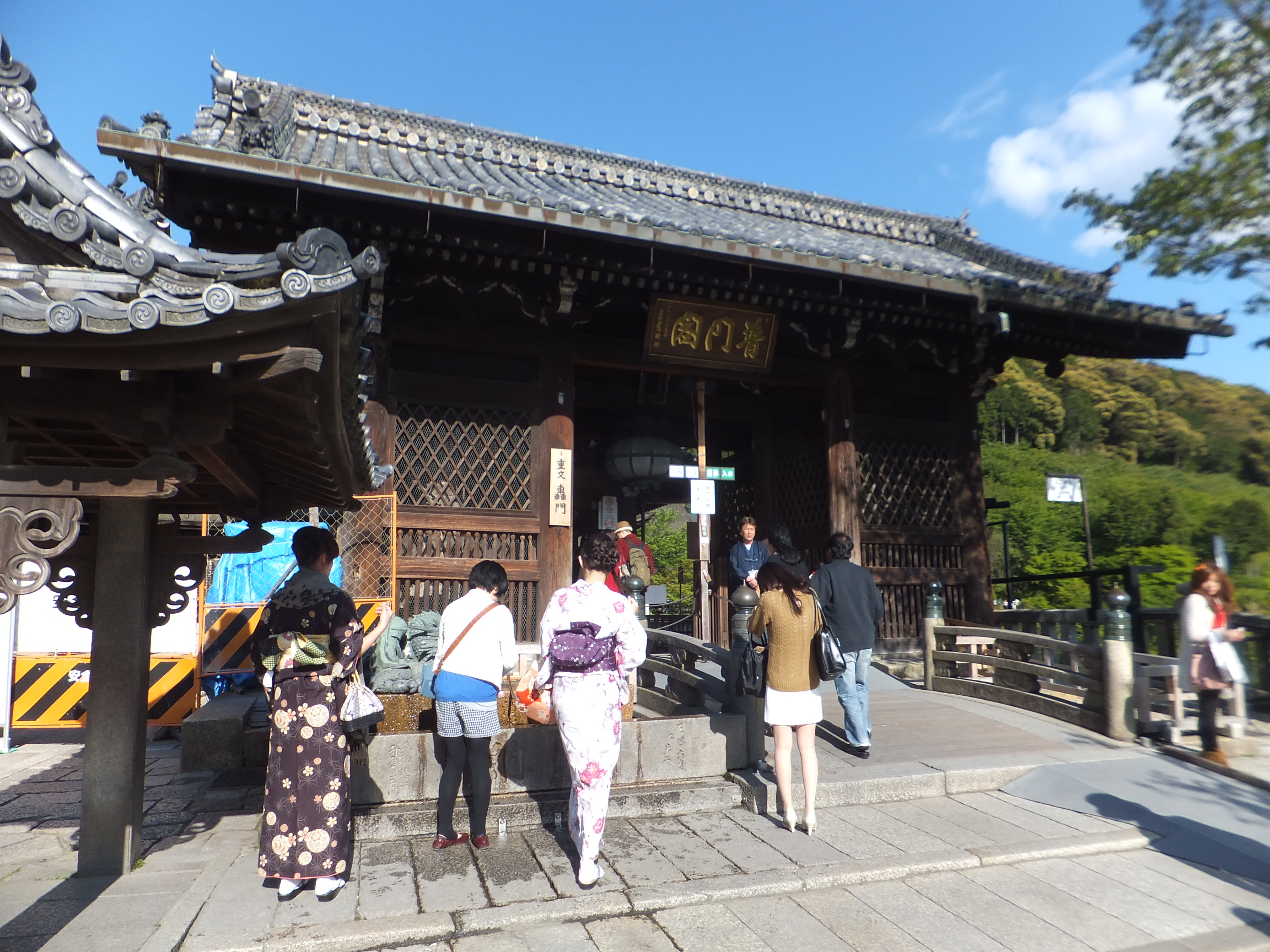
轟門
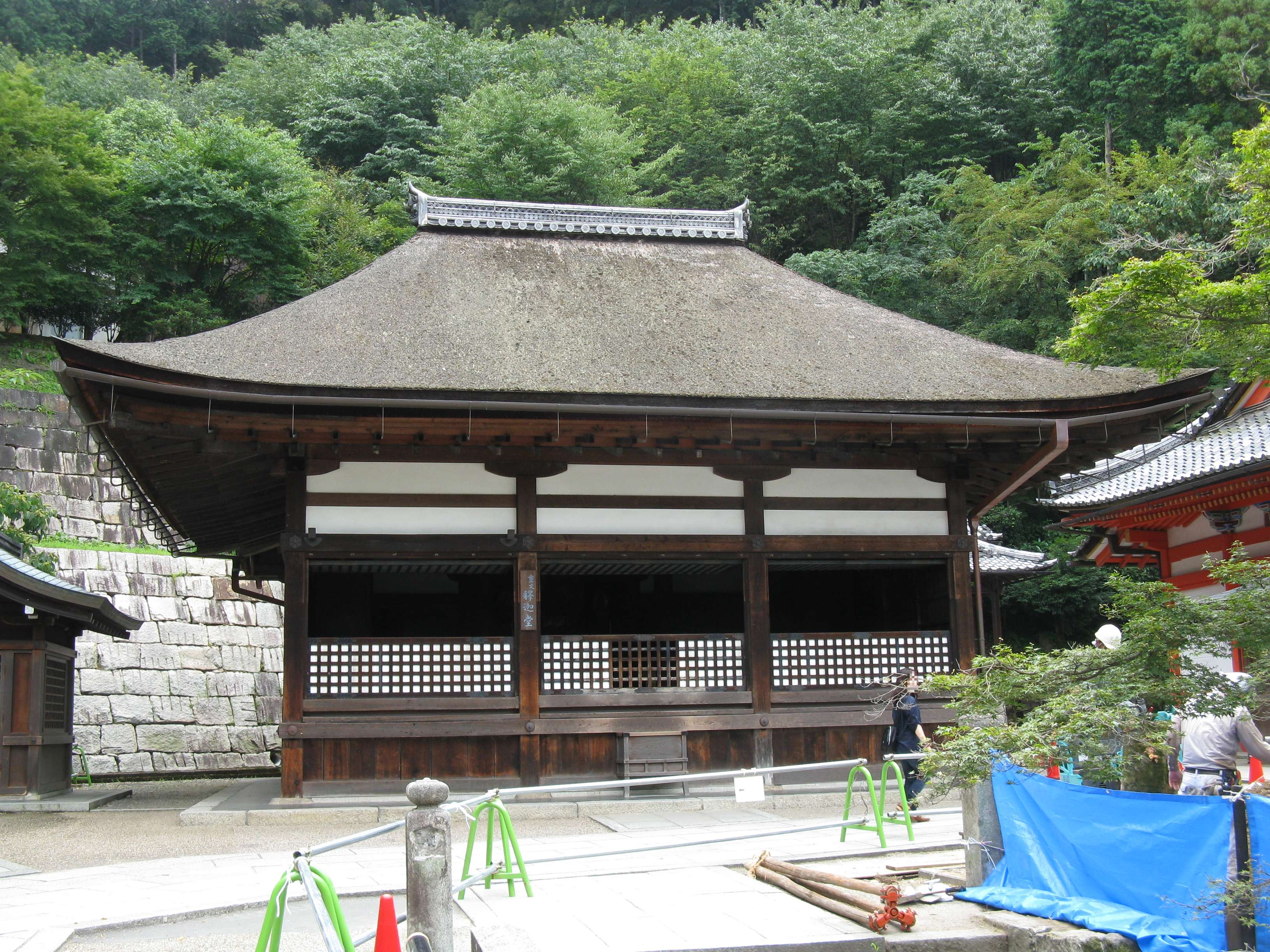
釈迦堂
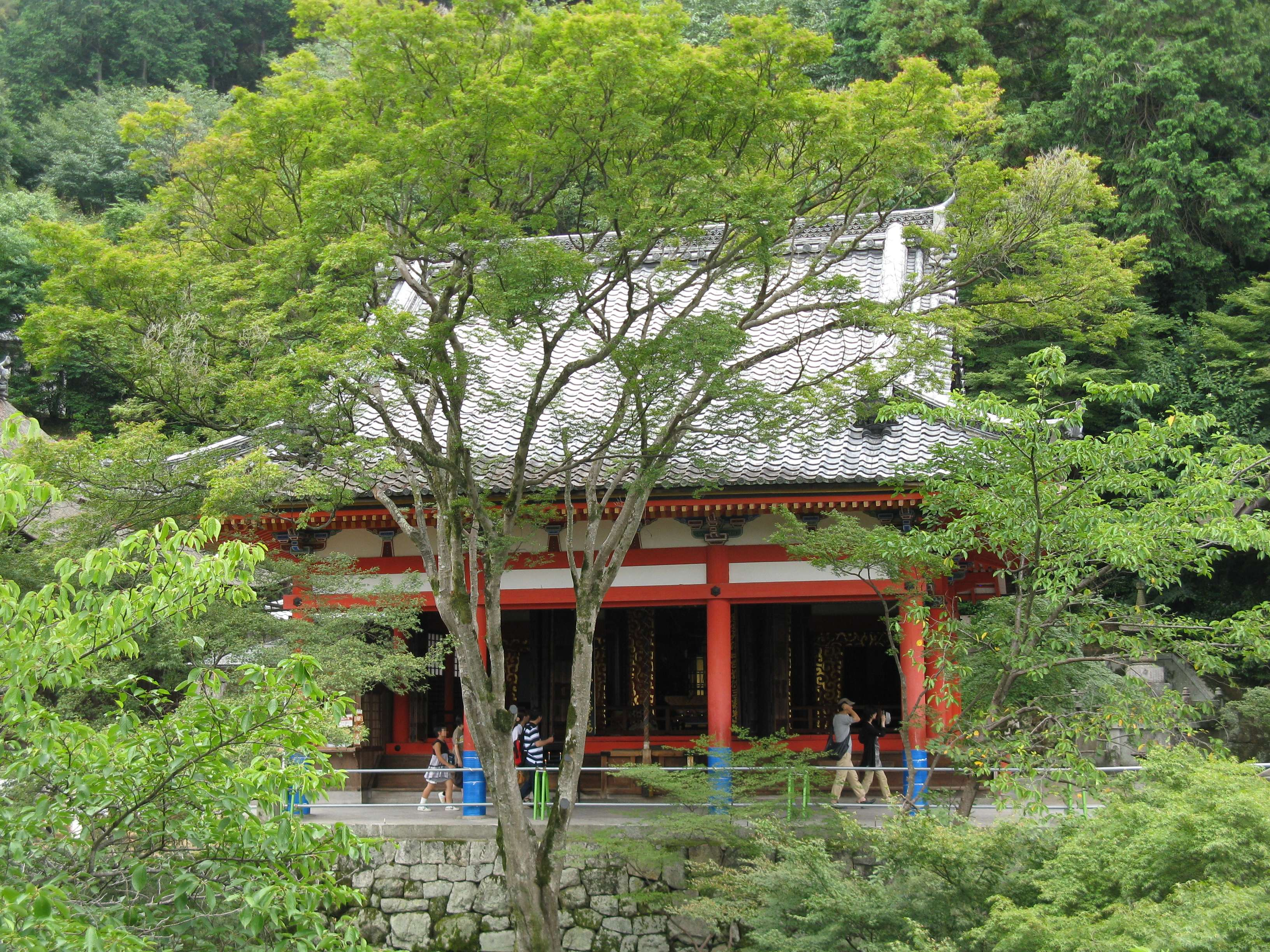
阿弥陀堂（重要文化財） - 寛永8年（1631年）再建。釈迦堂の右（南）に建つ入母屋造、瓦葺きの三間堂。前面の旧外陣部分を改造して奥の院への通路としている。内陣正面には後柏原天皇筆の「日本最初常行念仏道場」の勅額が架かる。文治4年（1188年）、法然がこの地で念仏を修したとの故事により、法然上人二十五霊場第13番札所とされている[22]。洛陽六阿弥陀めぐり第3番札所でもある。
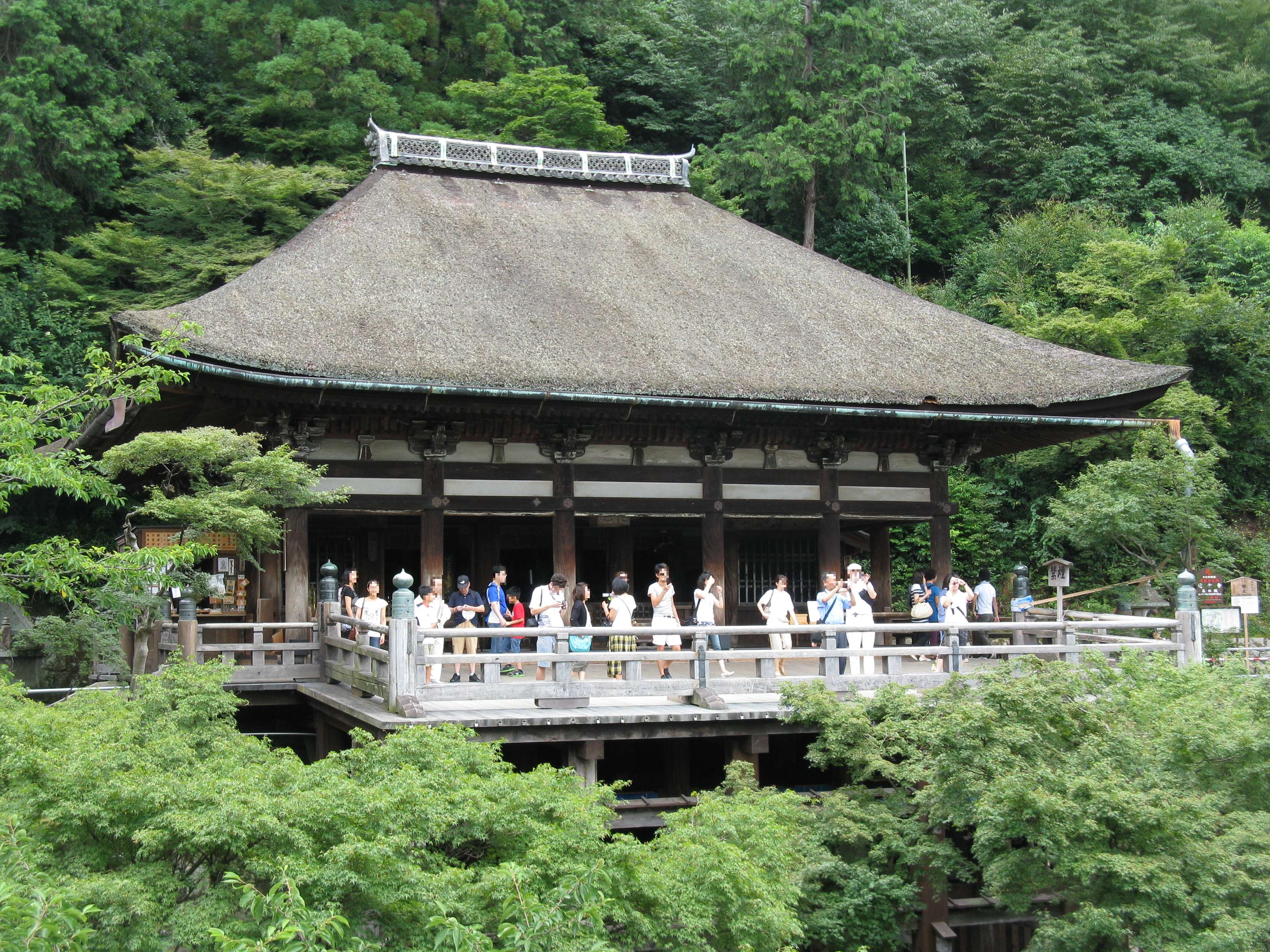
奥の院
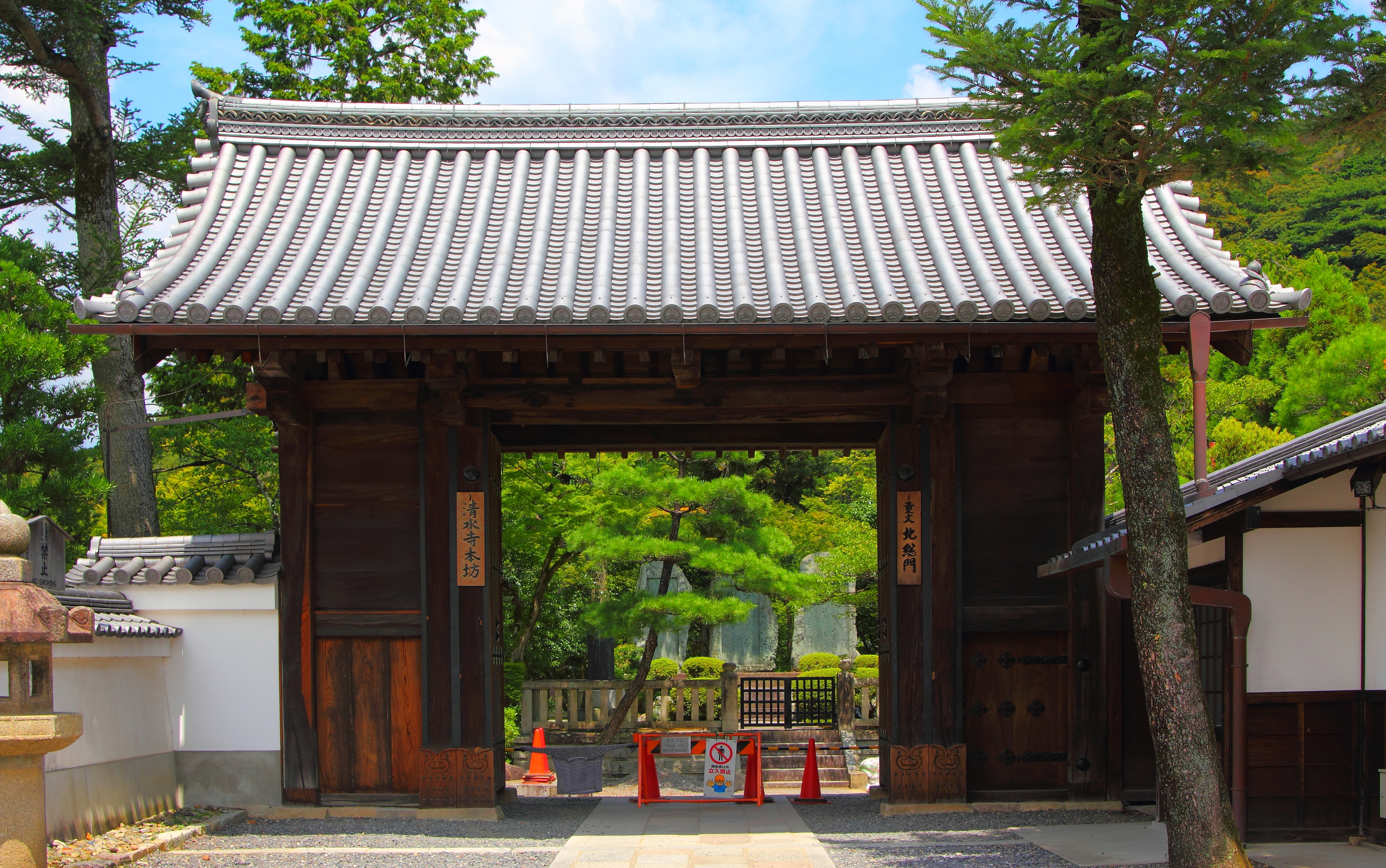
北総門
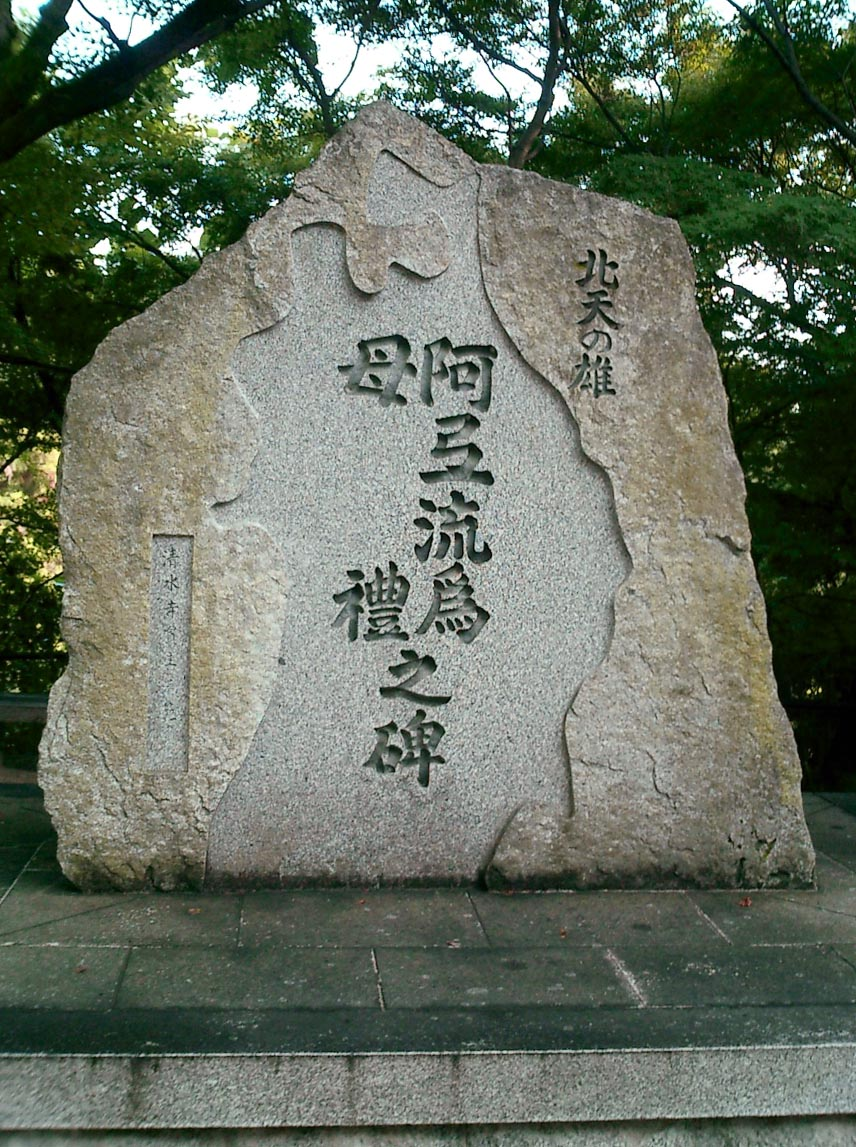
阿弖流爲・母礼の顕彰碑
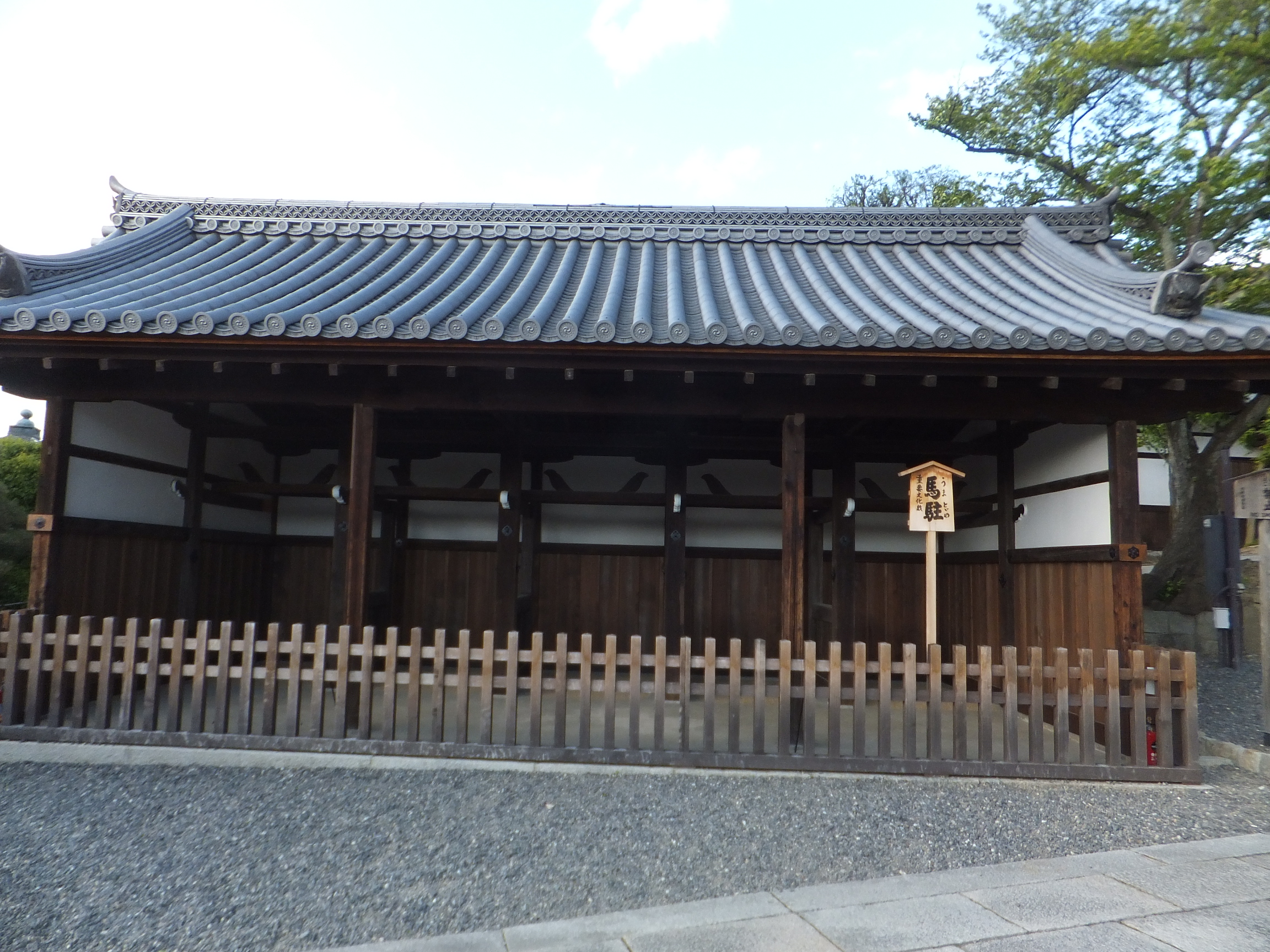
馬駐
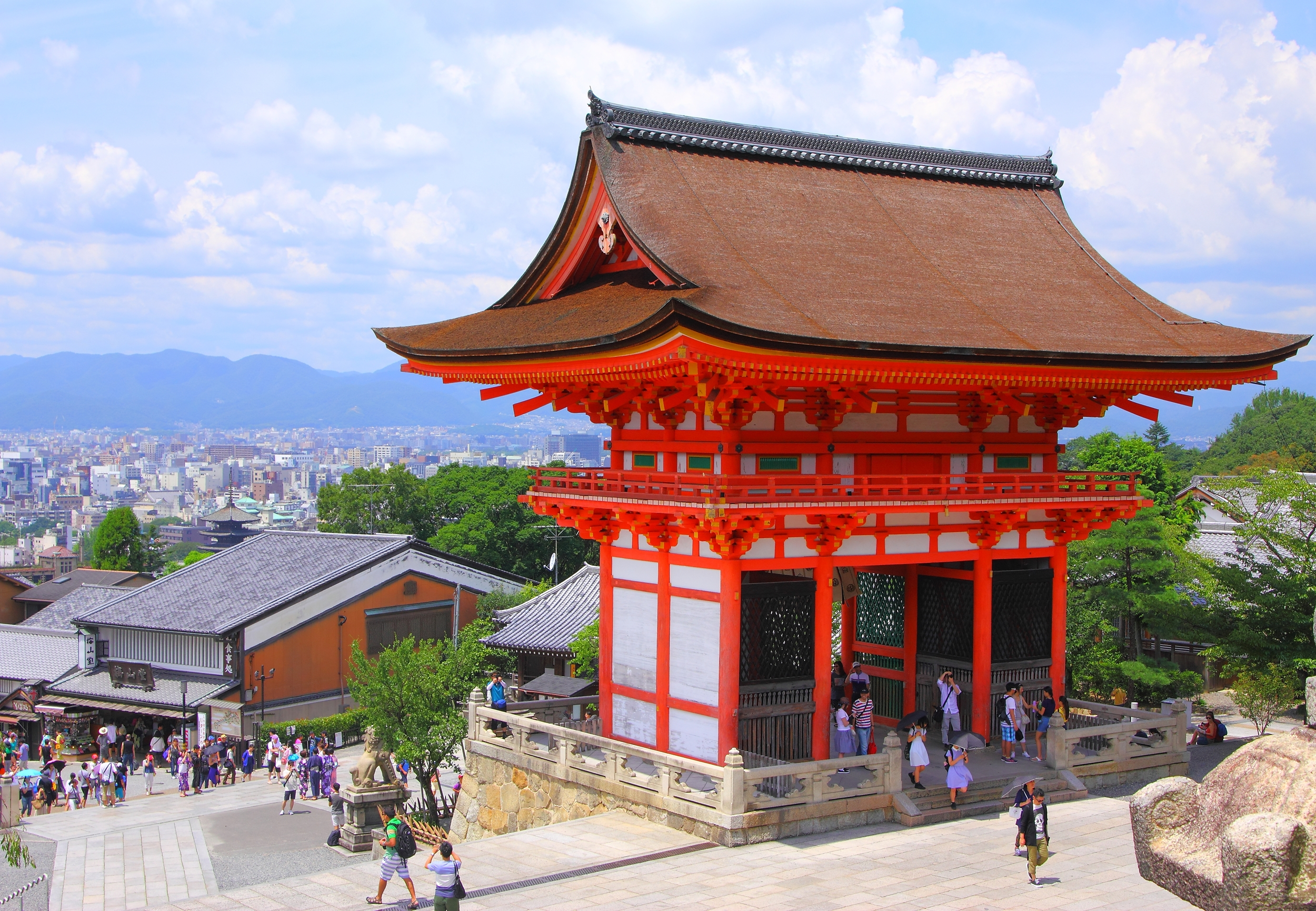
仁王門
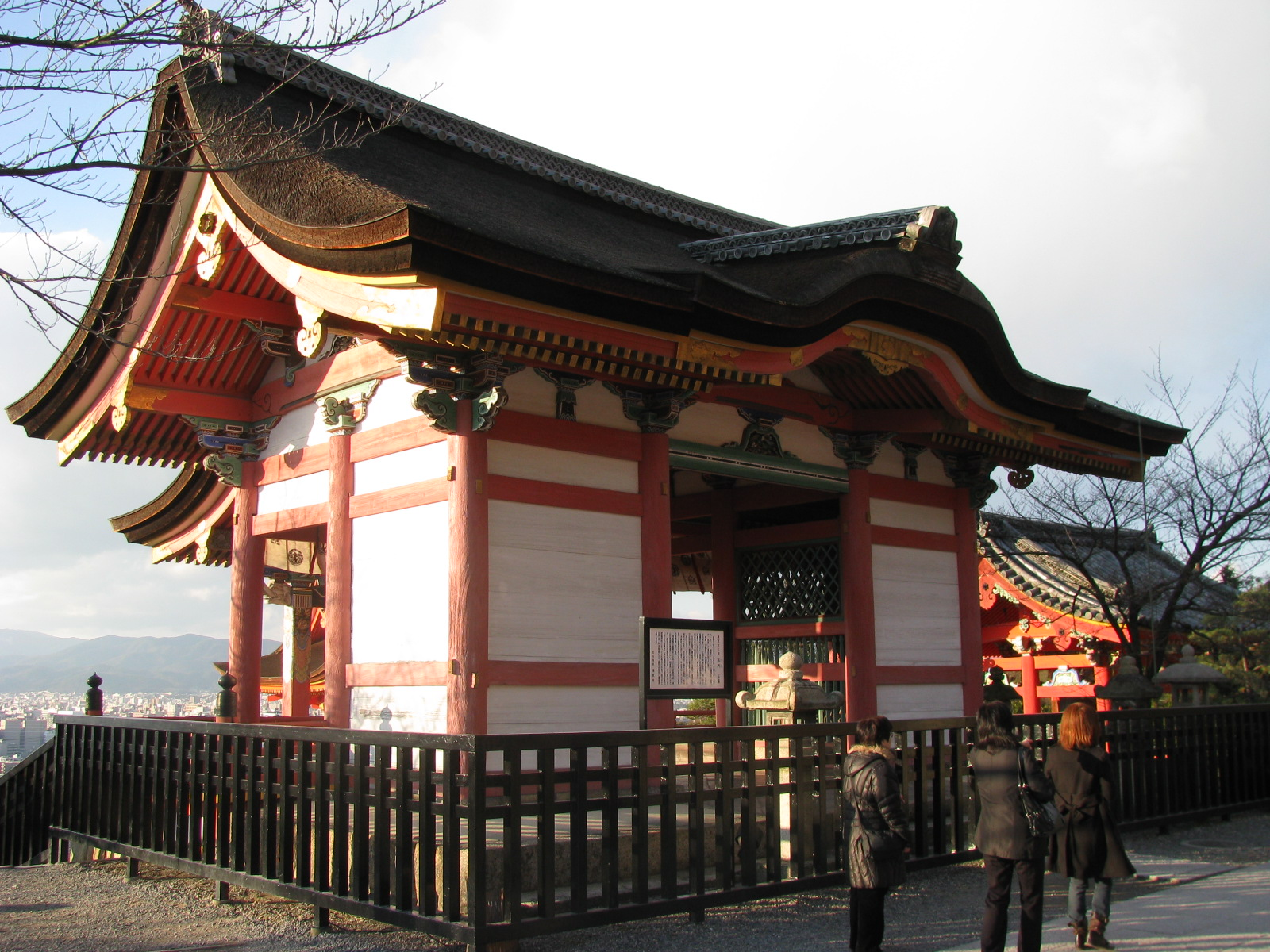
奥の院（重要文化財） - 寛永10年（1633年）再建。阿弥陀堂の先（南）、本堂の全貌を見渡すことができる位置に建つ、寄棟造、檜皮葺きの五間堂。本堂より小規模ながら、崖にせり出した懸造の建物である[22]。本堂と同様に三面千手観音、毘沙門天、地蔵菩薩、二十八部衆、風神・雷神、弘法大師の諸仏を安置する。ただし中尊は本堂本尊と異なり坐像である。洛陽三十三所観音霊場第11番札所。
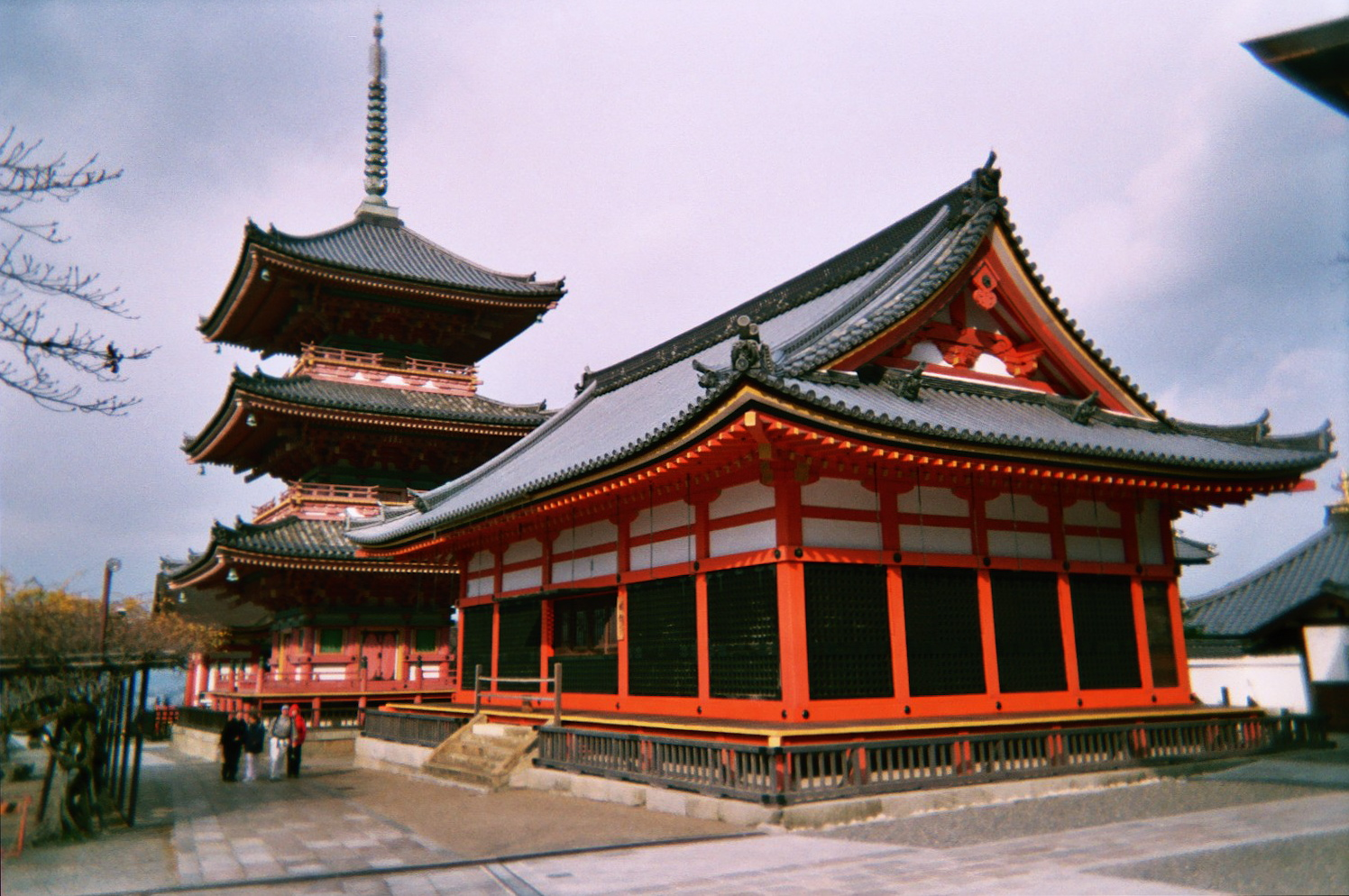
泰産寺 - 塔頭。奥の院前の道を南の清閑寺方面へ歩いた先にある。
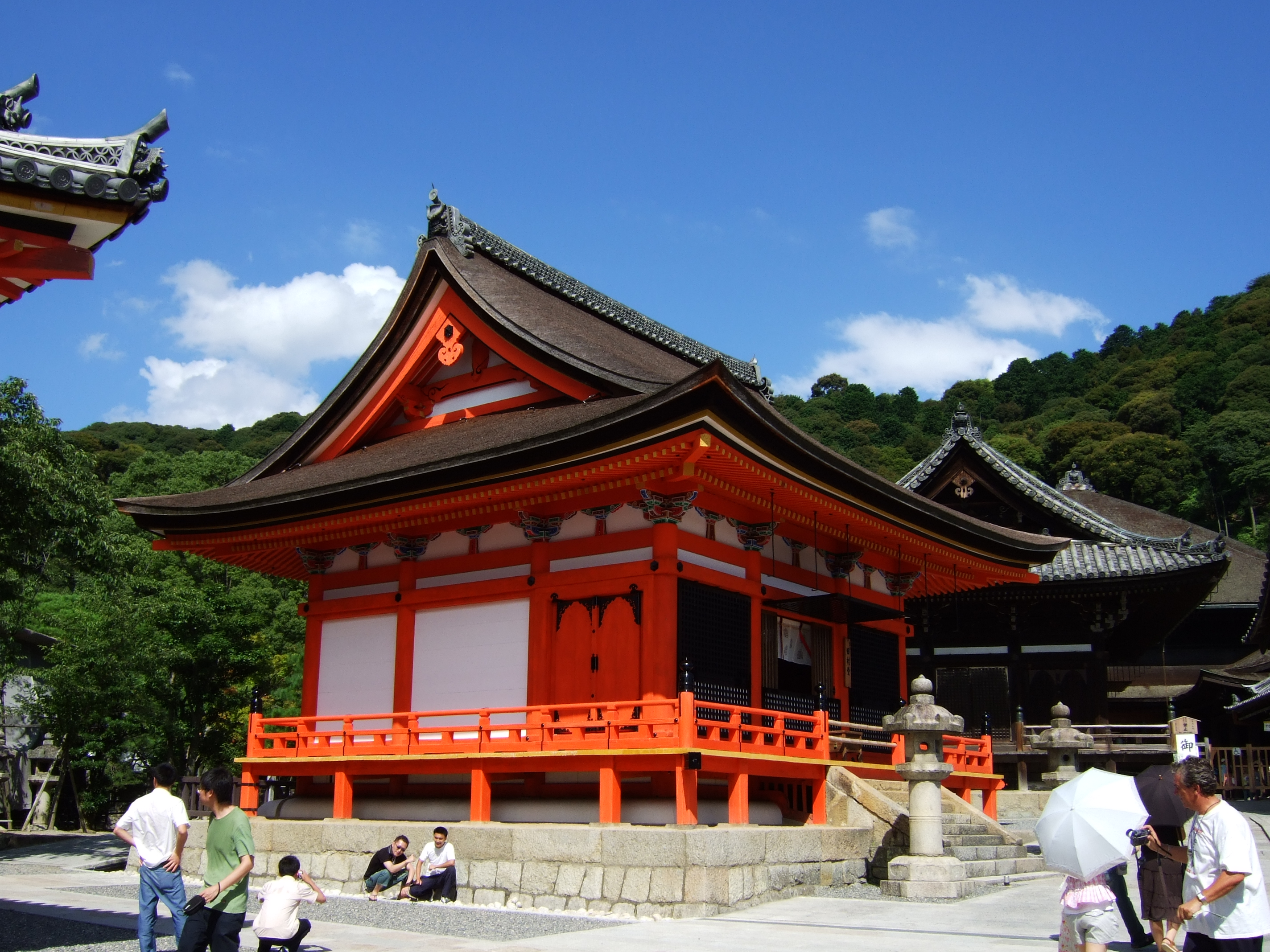
開山堂（田村堂）
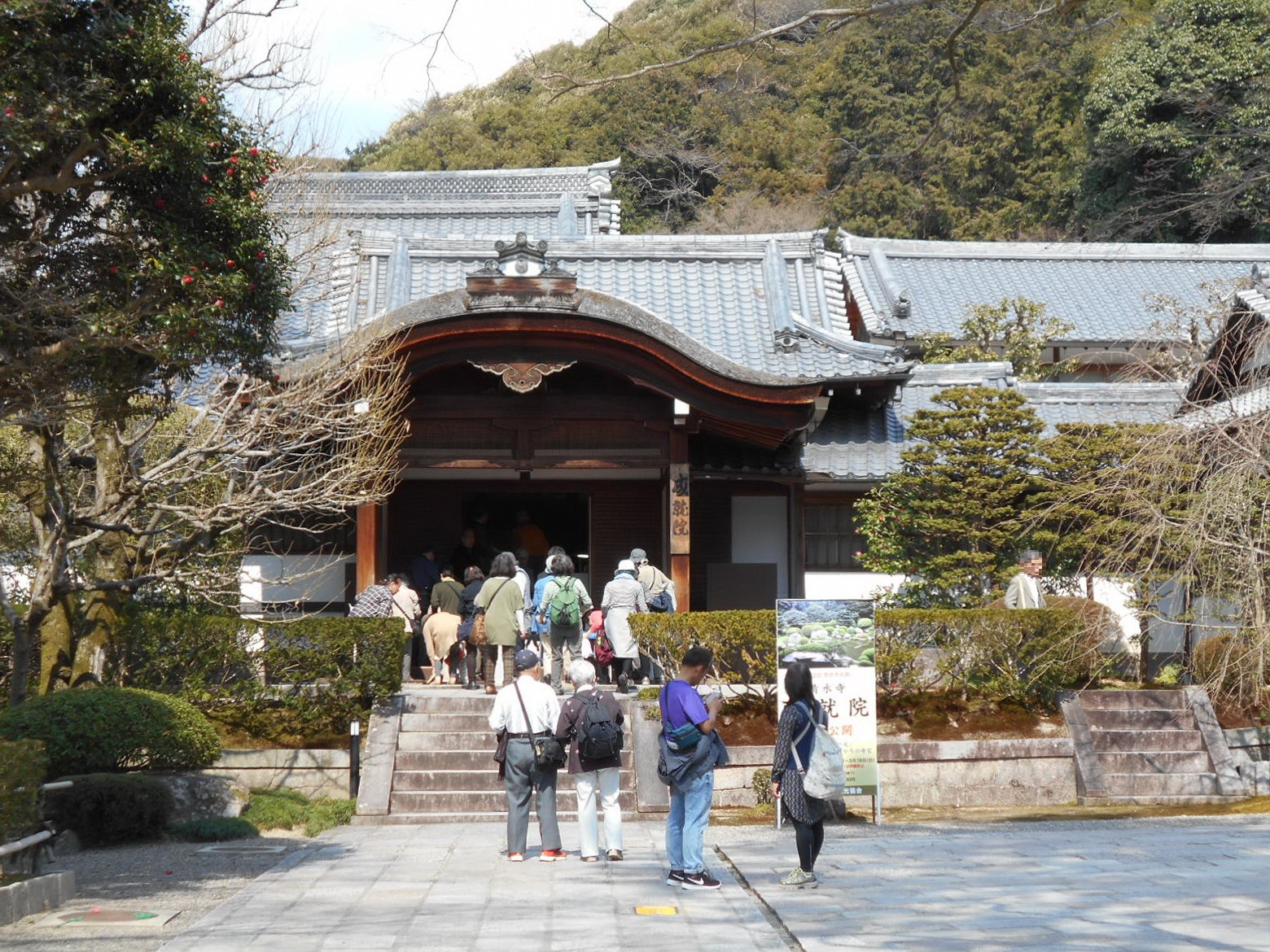
成就院
  - 本堂 - 洛陽三十三所観音霊場第14番札所。
  - 子安塔（重要文化財） - 三重塔。明応9年（1500年）再建[22]。高さは15メートルで、仁王門近くにある三重塔の約半分である。元は仁王門下の南側、警備詰所のあたりにあったが、1911年（明治44年）現在地に移築された。聖武天皇・光明皇后の祈願所だとされる。名前のとおり、安産に大きな信仰を集めてきた。産寧坂（三年坂）の名は移転される前の子安塔への参詣道の名である。
- 音羽稲荷大明神
- 弾力弁財天
- 高照弁財天
- 音羽の滝 - 奥の院の建つ崖の下にあり、不動明王が祀られている。清水寺の寺号の由来である「金色水」「延命水」などと呼ばれる霊水が3本の筧（かけい）を通して流れ落ちている[22]。なお、裁縫中に針が失せた時、次の唱え言を3回唱えると必ず見つかるとの俗信がある。「清水や 音羽の滝は 絶ゆるとも 失せたる針の 出ぬことは無し」
- 滝之堂
- 北総門（重要文化財） - 寛永8年（1631年）から寛永16年（1639年）に再建。かつては本坊・成就院の正門であった。2010年（平成22年）解体修理が行われた。
- 弁財天社
- 弁天池
- 千体石仏群 - 元は明治時代の廃仏毀釈まで各町内で祀られていた地蔵尊で、捨てるにしのびないと市民の手によって当寺へと運び込まれたもの[22]。
- 成就院 - 本坊。境内北方にある。応仁の乱の兵火によって焼失した当寺を再興した願阿上人の住房として建てられた[22]。秋季などに行われる特別公開の時期を除き、通常は非公開である。なお、内部での撮影は原則として禁止となっている。2010年（平成22年）に中島潔が46枚の襖絵「かぐや姫・風の故郷（春夏）・風の故郷（秋冬）・大漁」を奉納した。
  - 庫裏
  - 書院
  - 持仏堂
  - 庭園「月の庭」（国の名勝） - 池泉回遊式庭園[22]。室町時代に相阿弥によって造られ、後に小堀遠州によって改造され、最後に俳諧の祖と仰がれる松永貞徳が作庭した庭園。妙満寺塔頭・成就院の「雪の庭」（現在は本坊の庭）、北野天満宮（一説には祇園）にあった神宮寺・成就院の「花の庭」（現存せず）とで、成就院「雪月花の三名園」と呼ばれた。なお、2022年（令和4年）に北野天満宮に「花の庭」が復興された。
- 開山堂（田村堂、重要文化財） - 寛永10年（1633）再建。入母屋造、瓦葺きの三間堂。内部には開放形の厨子内に坂上田村麻呂・高子夫妻像を安置し、その向かって左に行叡と延鎮の像を祀る。いずれも清水寺創建に関わる人物である。堂内は通常は非公開。
- 経堂（重要文化財） - 寛永10年（1633）再建。講堂も兼ねている[22]。三重塔の隣に建つ入母屋造、瓦葺きの五間堂。内部には釈迦三尊像（宝冠釈迦如来と脇侍は文殊菩薩と普賢菩薩）を安置する。天井には江戸時代の絵師・岡村信基筆の円龍が描かれている。2000年（平成12年）に解体修理が行われた。堂は工芸品などの展示場として使用されることもある。
- 随求堂（ずいぐどう） - もとは塔頭・慈心院の本堂で、慈心院を中興した僧・盛松により享保3年（1718年）に移築され、享保20年（1735年）に再建された。仁王門から参道を進んだ正面に位置する。本尊は大随求菩薩像（秘仏）[22]。脇侍として吉祥天立像と毘沙門天立像（重要文化財）を安置していたが、後者は宝蔵殿に移されている。堂の地下は暗闇の空間となっており、そこを歩く「胎内めぐり」を行うことができる。

随求堂本尊の秘仏大随求菩薩坐像は、享保13年（1728年）に造られた木彫像で像高110センチメートル。頭上に宝冠を頂き、8本の腕に五鈷杵、剣、蛇などの法具を持つ。光背は円形で金泥の梵字が描かれている。これまで展覧会や清水寺境内の他の施設での「出開帳」を除く随求堂内での「居開帳」は、造像以来宝暦4年（1754年）と寛政8年（1796年）の2回だけしか行われてこなかったが、西国三十三所創設1300年を記念して、2018年（平成30年）3月2日から3月18日までと10月5日から10月15日まで、222年ぶりに随求堂内で居開帳が行われた。
- 中興堂 - 1997年（平成9年）建立。中興開山大西良慶和上の御霊屋。
- 春日社（重要文化財） - 室町時代後期の再建。鎮守堂。
- 水子観音堂
- 鹿間塚 - 鐘楼の北側に宝篋印塔が建つ。懐妊した妻の薬の為に身籠った鹿を射殺したことを延鎮に咎められた坂上田村麻呂が鹿を丁重に弔った場所と云われる創建にはじまる古い史跡。
- 鐘楼（重要文化財） - 慶長12年（1607年）にそれまでの場所から現在地に移して再建[22]。仁王門、馬駐と共に寛永6年（1629年）の大火をまぬがれた。
- 三重塔（重要文化財） - 寛永9年（1632年）再建。西門の先に建つ和様の塔。高さ約31メートル。1987年（昭和62年）に完了した解体修理により、外部の極彩色が復元されている。内部には密教の曼荼羅世界が造形されて、中央には大日如来が安置されている[22]。
- 西門（重要文化財） - 寛永10年（1633年）再建。仁王門をくぐって右方の小高い位置に建つ。西山に沈む夕日を見ながら西方極楽浄土を観想する日想観の聖所である[22]。切妻造、檜皮葺きで、形式的には八脚門だが、正面に向拝、背面には軒唐破風（のきからはふ）を付し、内部には床板と格天井を張る特殊な形式の門である。全面朱塗り、軒下の組物や蟇股（かえるまた）などは極彩色とするなど、門というよりは神社の拝殿のように見え、特殊な用途をもった建物と推定されている。
- アテルイとモレの慰霊碑 - 坂上田村麻呂のゆかりから、平安遷都1,200年を期して1994年（平成6年）に建立されたもので、音羽の滝から仁王門方面へ進む道の左手に立つ。碑面には「北天の雄 阿弖流爲 母禮之碑」とある。
- 十一重石塔
- 池
- 延命院 - 塔頭。
- 大講堂 - 仁王門の北方に建つ。創建1,200年を期に1984年（昭和59年）完成したもので、中央の多宝閣と東西棟からなる。多宝閣は4階吹き抜けで、1階には大仏足石がある。東棟は1階が寺務所・宗務所、2階が文化財を収蔵する宝蔵殿（非公開）、西棟は1階が各種法要、行事などの会場となる円通殿、2階が迎賓殿である[22]。
- 宝性院 - 塔頭。
- 仁王門（重要文化財） - 明応9年（1500年）前後に再建[22]。境内入口に建つ朱塗りの門で赤門とも呼ばれる。三間一戸楼門、入母屋造、檜皮葺きで、正面左右に鎌倉時代末期の金剛力士（仁王）像を安置する。扁額「清水寺」は藤原行成の筆である。
- 馬駐（うまとどめ、重要文化財） - 室町時代後期の再建。仁王門の右（北）に建つ、切妻造、瓦葺きの簡素な建物。その名の通り、参詣者が馬を繋いだところ。全国的に希少な遺構である。2010年（平成22年）に解体修理が行われた。
- 善光寺堂 - 元は地蔵院だが、明治時代の中期に奥の院南庭にあった善光寺如来堂と合併し、善光寺堂となった。洛陽三十三所観音霊場第10番札所。
- 首ふり地蔵堂
- 大日堂 - 清水寺塔頭・宝性院の境外塔頭真福寺の仏堂。清水道の途中の北側にある。ここに安置されていた大日如来像（重要文化財）は宝蔵殿に移されている。現在祀られている大日如来坐像は東日本大震災で被災した陸前高田市の名勝「高田松原」の流出した松によって造られている。
- 来迎院 - 境外塔頭。聖徳太子によって創建されたという。清水道の途中、清水道、五条坂、産寧坂（三年坂）の合流点の北側にある。江戸時代までは真言宗の寺院であった。
  - 経書堂（きょうかくどう） - 能の「熊野」（ゆや）に「経書堂はこれかとよ」という台詞で登場する。

- 朝倉堂
- 轟門
- 釈迦堂
- 阿弥陀堂
- 奥の院
- 北総門
- 阿弖流爲・母礼の顕彰碑
- 馬駐
- 仁王門
- 西門（背面）
- 経堂と三重塔
- 開山堂（田村堂）
- 成就院

## 本尊

### 本堂本尊
清水寺本堂本尊の千手観音立像は33年に1度開扉の秘仏であり、写真も公表されていない。ただし、秘仏本尊を模して造られた「お前立ち像」の写真は公表されている。本像は、42本の手のうち、左右各1本を頭上に伸ばして組み合わせ、化仏（けぶつ）を捧げ持つ特殊な形式の像である。このような形式の像を「清水寺形千手観音」と称し、これを模した彫像、画像が日本各地に存在する。このような、脇手のうちの2本を頭上に掲げる形の千手観音については経典に典拠がなく、その由来は未詳である。脇侍として毘沙門天像と地蔵菩薩像を安置するが、このうち地蔵菩薩像は、鎧で武装した上に袈裟をかけ、兜をかぶり剣を持つ特殊な形の像である。
本堂本尊は、20世紀末以降では以下の機会に開帳された。
- 2000年（平成12年）3月3日から同年12月3日まで（33年に1度の開帳）
- 2008年（平成20年）9月1日から11月30日まで、および2009年（平成21年）3月1日から5月31日まで（西国三十三所巡礼の中興者とされる花山法皇一千年忌記念の結縁開帳）

### 奥の院本尊
奥の院本尊の秘仏千手観音坐像（重要文化財）は、鎌倉時代の作で一木割矧造、像高63.9センチメートル。正面・右・左の3つの顔をもち、頭上に24の小面を乗せ、計27面をもつ特異な形の像である。本面と左右脇面は額に縦の眼を有する三眼とすること、膝前で組み合わせる宝鉢手は親指と人差し指で輪をつくる、阿弥陀如来と同様の印相とすること、光背に観音の三十三応現身を表すことなど、図像的に特異な点が多い。作風には快慶風が強いが、作者を快慶と同定するには至っていない。
本像は2002年（平成14年）に重要文化財に指定され、翌2003年（平成15年）3月7日から12月7日まで243年ぶりに開帳された。また、2008年（平成20年）8月から11月にかけて奈良国立博物館および名古屋市博物館で開催された特別展「西国三十三所」に出陳された。

## 文化財

### 国宝

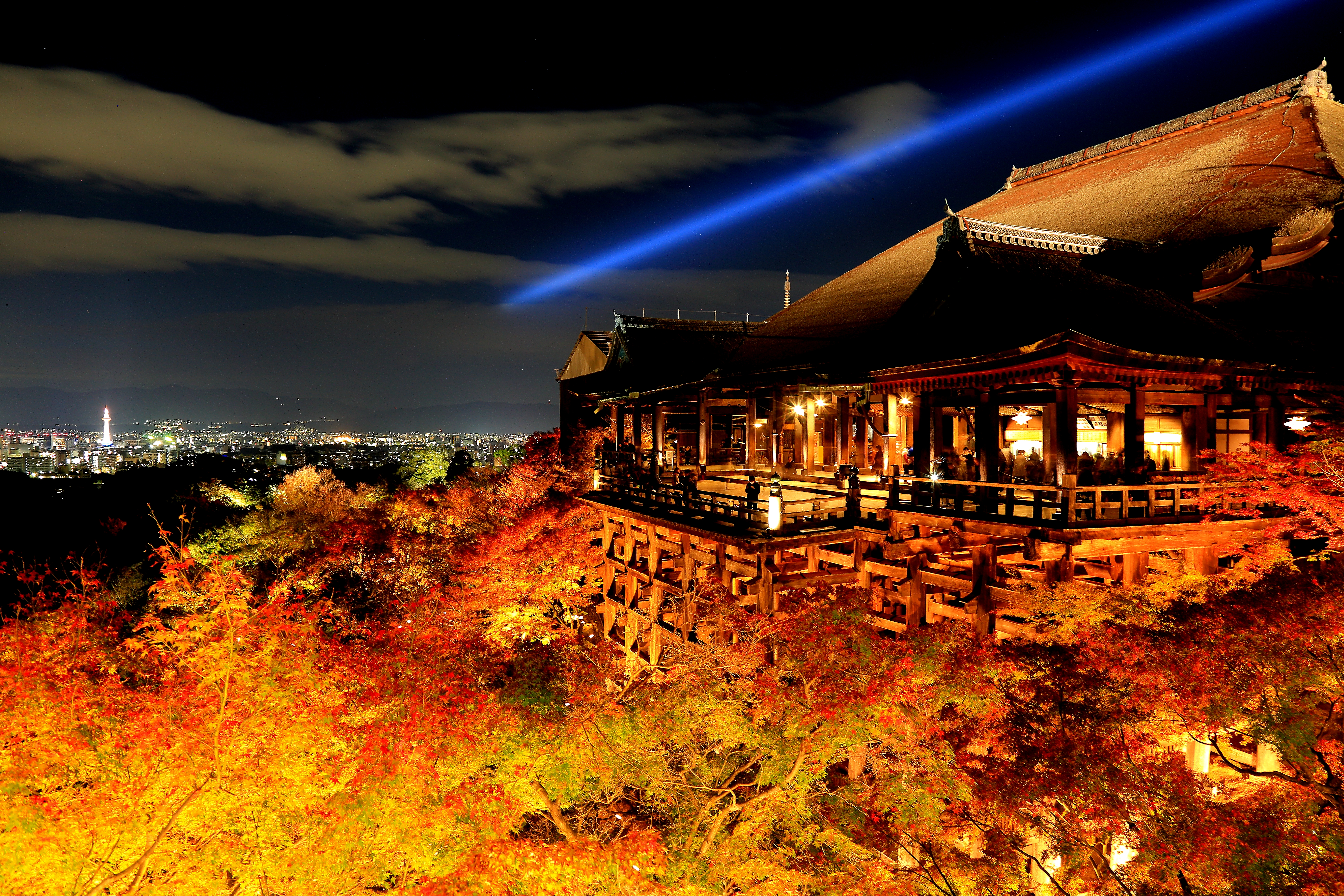
ライトアップされた紅葉の本堂（2015年11月）

- 本堂 附：厨子3基

文化財保護法第2条 に基づき、建物とともに清水寺境内地も1993年（平成5年）9月1日付けで国宝に追加指定されている。

### 重要文化財
（建造物）
- 清水寺（建造物）15棟
  - 仁王門
  - 馬駐
  - 西門
  - 三重塔
  - 鐘楼
  - 経堂
  - 田村堂 附：厨子1基
  - 朝倉堂 附：厨子1基
  - 鎮守堂（春日社）
  - 本坊北総門
  - 轟門
  - 釈迦堂
  - 阿弥陀堂
  - 奥の院 附：厨子1基
  - 子安塔

（美術工芸品）
- 木造千手観音坐像（奥の院本尊）
- 木造十一面観音立像 - 本堂本尊の十一面千手観音立像とは別個の像である[注 5]。
- 木造伝観音菩薩・勢至菩薩立像（もと阿弥陀堂安置） - 京都国立博物館寄託[28]。
- 木造大日如来坐像（もと真福寺大日堂安置）
- 木造毘沙門天立像（塔頭慈心院所有）
- 渡海船額（末吉船図3・角倉船図1）4面
- 板絵著色朝比奈草摺曳図（伝長谷川久蔵筆） - 京都市内の社寺に残る大絵馬では最古のもので、寛永6年（1629年）の旧本堂炎上の際、これ1点のみ焼け残ったもの。天正20年（1592年）の奉納銘があり、筆者は長谷川等伯の子・久蔵とされている。
- 鉄鰐口 - 嘉禎2年（1236年）銘（もと阿弥陀堂所在）。
- 梵鐘 - 文明10年（1478年）銘。

※典拠：2000年（平成12年）までの指定物件については、『国宝・重要文化財大全 別巻』所有者別総合目録・名称総索引・統計資料（毎日新聞社、2000年）による。2001年以降の指定物件については個別に注記。 
※重要文化財の仏像のうち、千手観音坐像は秘仏、その他の像は宝蔵殿に収蔵され非公開である。本堂本尊の秘仏千手観音像は指定文化財ではない。

### 国の名勝
- 庭園「月の庭」 - 本坊・成就院の庭。

### 京都府指定有形文化財
- 清水寺参詣曼荼羅 - 京都府指定歴史資料（1997年〈平成9年〉3月14日指定）[29]

## 寺宝
- 算額 - 1892年（明治25年）に池内善之助、伊三郎が奉納。

## 前後の札所
西国三十三所観音霊場　
15 今熊野観音寺　-　16 清水寺　-　17 六波羅蜜寺
洛陽三十三所観音霊場　
9 青龍寺　-　10 清水寺善光寺堂　-　11 清水寺奥の院　-　12 清水寺本堂　-　13 清水寺朝倉堂　-　14 清水寺泰産寺　-　15 六波羅蜜寺
法然上人二十五霊場
12 欣浄寺　-　13 清水寺阿弥陀堂　-　14 正林寺
洛陽六阿弥陀めぐり
2 禅林寺（永観堂）　-　3 清水寺阿弥陀堂　-　4 安祥院
神仏霊場巡拝の道
116 八坂神社　-　117 清水寺　-　118 六波羅蜜寺

## 所在地
- 京都府京都市東山区清水1丁目294

## アクセス
- 京阪電気鉄道京阪本線 清水五条駅より徒歩約22分。
- 京阪電気鉄道京阪本線 祇園四条駅より徒歩約25分。
- 阪急電鉄京都本線 京都河原町駅より徒歩約28分。
- 「清水道」または「五条坂」バス停（京都市営バス・京阪バス）より徒歩約10分。